# 約束のネバーランド
『約束のネバーランド』（やくそくのネバーランド）は、原作：白井カイウ、作画：出水ぽすかによる日本の漫画。『週刊少年ジャンプ』（集英社）において、2016年35号から2020年28号まで連載された。2023年8月時点で世界累計発行部数は4200万部を突破している。略称は「約ネバ」。
テレビアニメ化・小説化・映画化などのメディアミックスが行われている。

## 制作背景
白井の初連載作品で、出水にとっては6度目（『ジャンプ』では初）の連載作品となる。
白井が技能試験勉強をしていたころに描いたノート2冊分（300ページ）のネーム『この世界でわたしたちが生き残る方法』がプロトタイプである。これは本編のGF脱出までに相当する部分が描かれており、このネームが友人に評価されたことから、2013年冬に白井が集英社の週刊少年ジャンプ編集部に持ち込み、杉田卓が担当編集者となった。当初はよりダークな内容で、農園からの脱獄も主人公1人であった。1年をかけてネームを整え、ほぼ本編に近い形に仕上がった。タイトルも『永遠の子供達』『Neverland』（商標の関係で使えず）などの変遷を経て、最終的に今の形なった。担当編集者は連載前から「20巻以内に終わる漫画」を目指していたという。
しかし白井のみでの週刊連載は作画スピード的に厳しいと判断され、負担を軽くするために作画担当を探すことになったが、その設定から作画担当に高い能力が要求されたことと、白井に漫画家としての実績が乏しかったことから、なかなか適任者が見つからなかった。そこで白井の実績を作るために、本作品と似た構成の読切『アシュリー＝ゲートの行方』（作画：Rickey）を『少年ジャンプ+』（集英社）2015年6月21日に掲載した。その後、白井の好きな作画家であった出水に杉田がオファーを送ると話が進み、二人で『少年ジャンプ+』2016年2月18日に読切『ポピィの願い』を掲載した。これは好評を得て『約束のネバーランド』の連載企画が通った。

## 作風
孤児院で育てられた子どもたちが過酷な運命に抗っていく物語である。『ジャンプ』では珍しい少女主人公によるダーク・ファンタジー、サスペンス作品でもある。
担当編集者は、一見『ジャンプ』らしくない作風だが本質的には逆境や試練を努力・友情で乗り越え勝利をつかもうとする「『ジャンプ』らしい」活劇であるとしている。白井の初期構想で強かった「エロ・グロ・ナンセンス的なエグみ」は抑えられている。また宮崎駿およびジブリ作品の影響を特に受けているのこと。絵柄は出水が『ジャンプ』に寄せようとしたが上手くいかなかったため、連載初期には出水が普段イラスト投稿サイトに上げるようなタッチで描かれていた。しかし『ハイキュー!!』や『鬼滅の刃』など、同時期に連載されていた作品の影響で徐々に「ジャンプナイズ（ジャンプ化）」されていったという。

## あらすじ

### GFハウス脱獄編（第1話 - 第37話）
色々な孤児が集まる「孤児院」・グレイス=フィールド（GF）ハウスは、院のシスターで「ママ」と慕われるイザベラのもとで、血縁関係のない兄弟姉妹たちが幸せに暮らしていた。ここでは、赤ん坊のころに預けられた子供を、特殊な勉強とテストにより育てあげ、6歳から12歳までの間に里親の元へと送り出す...と孤児たちは教えられていた。
里親が見つかり、外の世界に出ることになったというコニーが人形を置き忘れたため、主人公で身体能力に優れるエマと、知略に優れるノーマンはそれを届ける。しかし二人は、近づくことを禁じられていた「門」でコニーが食肉として出荷される瞬間を目撃する。そこから「鬼」の存在を知った二人は、リアリストで博識なレイのほか、ドン、ギルダを仲間に引き入れ、GFからの脱獄計画をスタートさせる。
その中でエマたちは、GFが監獄のような「人間飼育場」であることを確認した。そこで脱獄の準備を始めるものの、増員監視者として「シスター」が派遣され、さらにレイがイザベラのスパイであったことが発覚。様々な心理戦が繰り広げられる中、脱獄を試みる標的がいることを特定されるが、あくまで管理を維持したいイザベラの思惑を逆手にとり、ノーマンはレイを二重スパイに引き入れ計画を進める。
「ママ」の座を狙いイザベラを蹴落とそうと企むシスターと、仮初めの協力関係を結ぶ子供たち。その中でエマたちは、ハウスの蔵書から自分たちの味方かもしれない人物ウィリアム・ミネルヴァの名を知る。しかしシスターは出荷され、イザベラにも脱獄の下見が見つかってしまう。計画を封じるためエマの足は折られ、さらにノーマンの出荷が告げられる。
レイとエマは、ノーマンの発信器を無効化し全員の脱獄敢行まで潜伏させる作戦を立てる。しかし、ノーマンは残される子供たちの脱獄に支障が出ることを恐れ、発信機を生かしたまま下見を強行した後戻ってきてしまう。レイに残る乳児時の記憶と決死の下見により、ハウスの周囲は崖で本部と繋がる橋が唯一の出口ということが判明したが、ノーマンの出荷は確実となった。悲しみに暮れるエマたちを残し、ノーマンはシスターの遺していたミネルヴァのペンをエマたちに託しハウスを後にする。そして、ついにレイが出荷される日、彼はハウスを火事にさせて、ハウスに警備を集中させて橋から逃げる作戦とした。そして、レイは出荷目前の高級品である自分も、ハウスともども燃えようとする。エマはそれを阻止し、ノーマンの伝言をもとに、年少者の中で最も成績のよかったフィルに農園の真実を打ち明けて他の年少児を任せ、5歳以上の子供たち皆でGFを脱獄することにした。

### ミネルヴァ探訪編（第38話 - 第64話）
エマたちは本部への橋ではなく、対岸との距離が最短の地点から紐とハンガーを利用して崖を渡ることにした。その方法により子供たち15名全員が無事脱獄を成功させ、ハウスを後にする。
エマたちはミネルヴァのペンから映し出された【B06-32】地点を目指すが、突如人食いの木の誘い穴に落ちてしまう。人食い木の動く根に追い回され絶体絶命の危機となったが、ミネルヴァの冒険本「ウーゴ冒険記」をヒントに、無事脱出に成功した。脱出後すぐさま、鬼の下等種が追いかけまわしてきた。それをレイが対処するため本隊を外れた。さらに、下等種を倒して農園の運営者である追手がついにやってきた。
そんな中、本隊は謎の少女に誘われる。レイも謎の人物に助けられた。少女の名はムジカで、レイを助けた男はソンジュという名だった。二人とも鬼だが人間を食べない、社会の異端者であった。ソンジュから「鬼は昔から存在していて、鬼は人を狩り、人は鬼を殺し合っていたが、一人のフクロウを飼う人間によって世界の住み分けが提案された」ことを聞き、その約束が今も続いて、エマたちは鬼の世界に残された人の子孫と知った。さらには、世界間の行き来はできないとされているが、鬼に農園用の製品を供給するために人が鬼の世界に渡っていたという事実も判明した。そして、ソンジュとムジカは、さらなる旅へ、エマたちは目的地へ進むため別れて進むことになった。
その後、エマたちは目標の【B06-32】地点である更地でペンを起動すると、マップが表示されて入り口が開いた。そこはミネルヴァの地下シェルターで、先客が一人いた。彼（オジサン）もまた、ペンによってここに導かれていたが、エマにピストルを向け、シェルターから出るように脅した。しかし、エマが反論すると謎の言葉を発して気絶した。また、シェルターの壁には密猟者という字とHELPの文字が落書きしてあった。その後エマは、人間界へ行く手がかりをつかむべく、秘密の部屋からの武器を使い、ゴールディ・ポンドへ旅立つことにした。しかし、直前でエマより共存するよう諭されたオジサンは、ゴールディ・ポンドは危険だということを伝えた。すると密猟者が現れ、エマは単身捕まってしまう。

### ゴールディ・ポンド編（第65話 - 第95話）
エマは目を覚ますとそこは目的の場所、ゴールディ・ポンド（GP）であった。エマはそこで謎の少女と出会い、GPは貴族の鬼が人狩りをする「秘密の猟場」だったことを知らされる。GPにいる多くの子供はバイヨン卿ご用達のグランド＝ヴァレー（GV）と呼ばれる農園から出荷された子供で、3日に一度の頻度で知性のある鬼が食用児を狩るためにやって来るという。その事実を知ったエマは、三人の兄妹テオ・ジェイク・モニカがレウウィス大公に襲われているところを目撃。エマはレウウィス大公に目掛けて斧を放り投げ、三人に風下へ逃げるように伝える。一方、レウウィス大公は、久々に楽しそうな獲物が現れたことに好意を持っていた。鬼たちの撤退後、エマはすぐさまテオ・ジェイク・モニカのことを探すが、そこに居たのは血まみれになった斧を持つテオの姿だけだった。
エマはGPで最初に出会った少女・ヴァイオレットに連れられて、風車の中へ入る。そこにはリーダーのオリバーをはじめ、サンディ、ジャック、ナイジェル、ソーニャ、ペペ、ジリアン、ポーラという名の子供たちがいた。彼らはこのGPの真実を知りながら何か月…中には何年も生き残った9人で、この猟場を終わらせるための計画を綿密に進めていた。そしてさらに紹介されたのは、グローリー＝ベル（GB）農園出身で、オジサンのかつての仲間だったルーカスという男性であった。彼は風車と森に繋がる抜け穴があり、その扉を開けるにはペンが必要だという。そして扉の奥にはモニタールームらしき制御室があり、その制御室を抜けた先には金の池、すなわちゴールディ・ポンドが存在した。触れることも濡れることもない池の中を突き進むと、そこには機能停止したエレベーターと電話が。鳴り響く電話を手に取るとウィリアム・ミネルヴァを名乗る男に「七つの壁」を探すように伝えられる。
計画実行の予定日より一日早く音楽が鳴り始める。エマたち10人は4隊にわかれ、それぞれレウウィス大公、バイヨン卿、ノウス、ノウマ、ルーチェの相手をする。レイ、オジサンもGPへ加勢し、悪戦苦闘しながらも見事に貴族の鬼たちを倒すことができた一同は、緊急破壊装置を作動させて秘密の猟場を崩壊させることに成功。無事に全員でGPを去ることにした。

### 七つの壁編（第96話 - 第145話）
今から15年前の2031年。ラートリー家当主のピーター・ラートリーは、兄であるミネルヴァなど一族内の裏切り者を処刑していた。アンドリューを筆頭としたピーターの部下たちは、逃げた食用児を殺すために捜索を始める。
一方、エマたちがGPからシェルターへ戻ると、隠し部屋に置かれた電話で支援者からモールス信号のメッセージを受け取る。そこで、今は会えないがじきに接触すること、敵はピーター・ラートリーであることを伝えられた。エマたちはシェルター内の古文書に記載されていた「クヴィティダラの竜の目で昼と夜を探すべし」という言葉をヒントに七つの壁を探すことに。
その後、古文書に書かれていたクヴィディダラに無事辿り着いたエマは、約束を結んだ過去の光景や、昼と夜が合わさった奇妙な空間で謎の小鬼を見る。そして意識を取り戻したエマは、もう一度あの場所に辿り着ければ「約束」を結び直せると確信し、調査を続けると、七つの壁の入口に入る方法を発見した。
エマたちがシェルターへ報告しに戻ると、アンドリュー率いる部下たちが、中へ攻め込んできてしまう。なんとかシェルターから逃げ延びたエマたちだったが、ルーカスとユウゴ（オジサン）は二人でシェルターの中へ残り、アンドリューを巻き添えにしてシェルターを爆発させた。しかし、アンドリューは重傷を負いながらもエマたちの前に再び現れるが、アンドリューは野良鬼に食べられてしまう。
シェルターを失ったエマたちは、次の目的地として「ライオンのあご」を目指す。道中でミネルヴァの仲間であるジンとハヤトに出会い、ミネルヴァの待つアジトへと到着する。ようやくミネルヴァとの対面を果たしたエマたちであったが、そのミネルヴァの正体は出荷されたはずのノーマンであった。なんとノーマンの出荷時、ピーター・ラートリーが里親として現れ、人体実験としてΛ（ラムダ）7214と呼ばれる試験農園へ送られていた。ノーマンはそこで支援者と接触し、他の食用児を率いてΛ7214を壊滅。その後、ウィリアム・ミネルヴァの名前を利用して食用児の楽園を築くために鬼の絶滅を計画していた。
ノーマンは鬼同士で潰し合いをさせるため、王家と五摂家に恨みを持つギーラン家という元貴族の鬼と同盟を結ぶ。しかし、邪血の少女と呼ばれるムジカを知るエマは、王家と五摂家だけを根絶やしにすることを提案し、「約束」を結び直すためにエマとレイは七つの壁へと足を踏み入れる。結果、エマはある条件と引き換えに、「食用児全員で人間の世界へ行きたい」と鬼の頂点に願い、七つの壁を脱出した。

### 王都決戦編（第146話 - 第181話）
鬼の頂点と約束を結んだエマがみんなのもとへ戻ってきた頃、ノーマンの「全ての鬼を殺しつくす」という計画は進んでいた。アジトから王都までどんなに急いでも2日半かかり儀祭（ティファリ）に間に合わないことが分かったエマ達は、その中でも最短の方法で王都に到着する事を目標とし、何とかしてノーマンの計画を止めようと奮闘する。到着したとき既に、ノーマンが開発した、強制的に退化を促す薬で町中の鬼が退化し混乱していた。また、王都内ではノーマンと同盟を結んだギーラン卿が五摂家の鬼たちに復讐を遂げていた。ギーラン卿の仲間たちの協力もあり、始めはギーラン卿が優勢だったが、あと一歩のところでレグラヴァリマに倒されてしまう。
やっとのことでたどり着いた宮殿の中でエマ達が見たものは床一面に広がる鬼たちの亡骸であった。その中に立つノーマンは、王政が崩壊し、鬼と人間との亀裂が入った今こそが鬼達を絶滅させるチャンスであると言った。だが、エマやレイは鬼を絶滅させる必要はないと強く主張し、ノーマンの心に抱える恐怖を共に受け止め生きていこうと歩み寄る。二人のノーマンに対する思いは、彼にとって救いであった。そして、ノーマンはやっと主張を受け入れることが出来たのだった。ラムダでの人体実験によって引き起こされる副作用の解決策が見つかるかもしれないという新たな光が見え始めた矢先、ノーマン達のアジトを王兵の大群が探しているという事が発覚した。だが、アジト内の食用児たちは、ピーター・ラートリー率いる王兵に捕らえられ、その場所から一番近いとされるGFハウスに収容されていた。エマ達は家族を助ける為にGFハウスへと向かう。
GFハウスに収容された子供たちの前に、イザベラが現れる。エマ達がGFハウスから脱出した後、大規模な損害を与えてしまった彼女は死を覚悟したものの、突然飼育監長に任命された。彼女はピーター・ラートリーに命じられ、子供達を出荷する為にGFハウスに現れたのであった。一方GFハウスに侵入したエマ達はまずGFに収容された食用児全員を在庫保管室に避難させハウスを占拠した。それからヴィンセント、ナイジェル、ハヤトは敵の制御室を乗っ取り敵の居場所を把握し、それを仲間であるドン、ギルダ、オリバー、ジャック、ジリアン、アイシェに伝え、着々とGFハウスの地下内にいる鬼達を倒していった。しかし、居場所が判明しピーター・ラートリーに捕らえられてしまったヴィンセント達が殺されそうになってしまう。危機一髪のところで、仲間たちが駆けつける。エマたち含め、ピーター・ラートリーを裏切ったイザベラ率いるシスター達の軍団も駆けつけ一斉に銃を向ける。
エマ達は鬼の頂点との約束を果たす為にGFハウスの地下へと向かう。そして、そこにある金の湖の水を利用してソンジュとムジカに見守られながら家族全員で人間の世界へと行くことを鬼の頂点に伝えた。気が付くと、子供達の前には、人間の世界が広がっていた。しかし、エマの姿がなかった。エマは、子供たちの前では鬼の頂点と約束を結ぶときに要求される“ごほうび”は無かったと言っていたが、それは嘘であった。本当に要求された“ごほうび”はエマの家族だったのだ。エマは大切な家族の記憶もこの先のつながりも全て鬼の頂点に奪われることを了承し人間の世界に来たのだった。エマがいない事に一時は動揺した子供達であったが、たとえエマがどこにいようと家族全員で見つけ出すと誓った。一方エマは、戦争で家族を失った一人のおじいさんに雪の上に倒れているのを助けてもらっていた。
記憶が全くなく、自分の名前もどこから来たのかも答えられないエマに、思い出すまでおじいさんのもとで休んでいるように言われた。それから2年の時が過ぎた頃、どの場所を探しても見つからないことに焦りを感じていた子供たちは、視点を変えて、戦争や災害で消滅した国や地域を探し始めた。そして、やっと、ある繁華街に食料を買いに来ていたエマを見つける。

## 世界設定
物語は、主人公たちが「鬼」と呼んでいる種族が運営する、人間を食用の家畜として飼育するグレイス＝フィールド（GF）ハウスという農園（表向きは孤児院）から始まる。
時代設定は、物語が開始した時点で2045年となっており、農園内で得られる情報から少なくとも2015年までは人間によって本が出版されていたこと、鬼に食われない人間たちがいる「外の世界」が存在していることが判明した。ソンジュの話によると、かつての世界では農園は存在しておらず、鬼は人間を襲って食べる生活をしていたが、鬼に服する人間もいれば逆に鬼を憎み武装して食われた数以上の鬼を殺す人間たちもいたとのこと。果てのない殺し合いと恐怖に互いが嫌気を差していた時に人間側から「人間は鬼を狩らない、だから鬼も人間を狩らない。お互い世界を棲み分けよう」という提案がなされた。この『約束』こそが全ての始まりで、これによって世界は人間の世界と鬼の世界の2つに切り分けられ、2つの世界は断絶することになった。エマたちの先祖は、その時に鬼側の世界に置いて行かれた「土産」で、鬼は約束を守り農園で人間を管理、養殖を続けるようになった。約束からおよそ1000年もの間、世界は特に変化が無く、互いの世界を行き来するのも不可能とのこと。しかし、実際には一部の人間は2つの世界を行き来しており、その手段としてエレベーターがある。
GFの所在地について、作中では北半球の中緯度地域であることが推測されている。また、作中に出てくる世界地図は現実の物と同じであるが、ヨーロッパを中心に描かれている。また、作中では鬼と人間の世界は断絶されているとのことだが、作中の舞台が地球であることと前述の暦が正しいことは判明している。周辺には原生林が広がっているように見えるが、実際には吸血樹の群生地が広がり、農園の鬼から「野良鬼」「下等種」と呼ばれる知性に乏しい鬼もいるなど、本来の地球の生態系には存在しない動植物が多数生息している。ただしそれは全てではなく、普通の動植物も存在している。
B06-32地点の荒野の地下にはシェルター、A08-63地点の池の地下には大規模集落が存在するなど、鬼の世界には脱走した食用児に向けての隠れ家や逃げ道もミネルヴァによって用意されている。しかし、A08-63地点にある大規模集落ゴールディ・ポンドは、弟であるピーターから危険視され、バイヨンにその存在を明かされ、農園には秘密の猟場として人間狩りが行われるようになった。
鬼の世界には鬼の町も存在しており、市場では人肉に限らず様々な食材が扱われている様子が窺える。市場で購入できる人肉は量産農園産のもので、高級農園産の人肉は貴族など限られた層しか食べられないため、一般の市場には出回っていない。また、農園では様々な機械類が見受けられるが、人間の技術の影響が及んでいないと思われる鬼の町では機械類は見受けられないなど、基本的に鬼の文明は人間より低いことが窺える。
人間農園は主に高級農園と量産農園に分類されているが、Λ（ラムダ）7214といった試験農園が存在するなど、どちらにも分類されない農園も幾らか存在するようである。

## 登場人物
声はテレビアニメの声優。年齢・身長は、基本的に初登場時点のものを記載。

### 主要人物
エマ
声 - 諸星すみれ
本作品の主人公。11歳の女の子。グレイス＝フィールドハウスに住む、孤児で最年長の一人。認識番号は63194。2034年8月22日生まれ。身長145cm。
ノーマンやレイと比べるとかなり楽天的でポジティブな性格。毎日のテストでは度々フルスコア（300点）を出しており運動能力も高いが、優秀なノーマンとレイに追い付きたいと考えている。
髪は赤毛（オレンジ色）のショートヘアで、頭頂から飛びはねた二束の毛が特徴。シェルターで出会ったユウゴから「触角」と名付けられる。理想を追求する傾向が強く、現実的に考えれば不可能に等しいようなことでも可能にしようと奮闘する。また鬼やラートリー家といった敵対する相手にも、なるべくならば戦うことなく共存することを願う。銃の腕前は非常に高い。
ハウスでは年少の子たちと一緒に遊んだり世話をして特に慕われている。
里親のもとへ行くとされたコニーへ忘れ物のリトルバーニーを届けに、行ってはいけない門へ行ったところ、コニーの「出荷」の瞬間を目にしたことで、孤児院とされていたハウスの真実を知ることになり、ノーマン、レイ、そしてドン、ギルダを味方に加え、あくまで子供たち全員での脱獄を目指す。しかし、後に農園の全容を把握し、脱獄の難易度の高さに加え、ノーマンもいなくなった上にギルダに他のプラントの子供たちについて聞かれたことで考えを改め、しばらくは出荷されないであろう4歳以下の子供を残し、5歳以上の子供だけで脱獄する計画に切り替え、2年以内に必ず戻り全プラントの子供を救出すると誓い、フィルにハウスの真実を告げて後を任せる。脱獄の際、発信機の埋め込まれた左耳を切り落としている。
ミネルヴァが残した情報を仲間たちに見せた後、グレイス＝フィールドだけではなく他の高級農園や量産農園、Λ7214などにいる全食用児の解放を考えており、食用児のいない世界を目指すことを語った。一方で鬼が人間を食べることに対して肯定はしないものの、生きるために食べているだけで人間と違わないと感じてもおり、特に友人となったムジカの同族を殺したくない気持ちが強くなり思い悩むこともあった。
やがて単身で鬼の頂点と対峙し、食用児解放のための新たな『約束』を締結することに成功したものの、その代償を背負うこととなる。
「中身は5歳」「お日様みたい」「天真爛漫」「少年のような女の子」という設定をもとにデザインされ、「お姫様でなく騎士」の立ち位置とのこと。
ノーマン
声 - 内田真礼
孤児最年長の一人。11歳の男の子。認識番号は22194。2034年3月21日生まれ。身長145cm。
テストは常にフルスコアで、戦術派。脱獄に関する実質的なリーダーとなる。
エマと一緒にリトルバーニーを届けにいく際に出荷の瞬間を目撃、そしてエマ、レイと協力して脱獄を目指す。子供たちの中では1番理性的で心理的な駆け引きにも優れている。
突如、12歳の誕生日前に出荷されることが決まり、誰一人死なさず、万が一にも負けないために、あえて出荷を受け入れる。
エマたちにはそのまま死亡したと思われていたが、出荷時、ピーター・ラートリーが里親として現れ、研究を手伝って欲しいと新農園Λ7214へ送られていた。
Λ7214でクローネにペンを渡した支援者と接触し、他の食用児を率いてΛ7214を壊滅させる。かつて鬼が住んでいたという巨大な木の中にあるアジトで他の食用児たちと共に暮らし、ミネルヴァの名前を利用してエマたちを導いていた。
農園にいたころは、内心では不可能に近いと思いながらもエマの全員で逃げる案に同意するなど優しい性格であったが、Λ7214に送られた後に壊滅させた後は、食用児が笑って暮らせる未来を手に入れるには鬼を絶滅させる以外の方法は無いと断言しており、レイ以上に現実主義的な性格になっている。
白井によると、ノーマンはエマのことが好きであるが、家族としてや尊敬の意味でも「好き」であり、単純な少年少女の恋愛感情よりも複雑で階層が違うという。「騎士」であるエマに対し、誘導する「馬」の立ち位置とのこと。
レイ
声 - 伊瀬茉莉也
孤児最年長の一人。11歳の男の子。認識番号は81194。身長150cm。
現実主義的で、テストも度々フルスコアを出しており博識な読書家。後にノーマンから脱獄のことを伝えられるが、実は鬼のことやハウスの正体を幼少時から知っており、ママと内通しつつ駆け引きを繰り広げていた。「協力者」としての取引きでは、「ごほうび」（通常では入手できない物資）と12歳での「円満出荷」を要求していたが、真の目的はエマとノーマンを脱走させることにある。
実は勉強も読書もさほど好きではないが、自分自身の価値を最大限まで高めるため、我慢して勉強と読書に励んだ。オイルを被り、焼身自殺をして最高の御馳走となった自分を収穫直前で取り上げるという、レイなりの復讐および兄弟たちの脱獄のチャンスを作ろうとするも、事前にその計画を見破っていたノーマンが出荷直前にレイの自殺阻止およびそれを利用する計画をエマに伝えられる。エマ達によりレイが自殺したかに見せかけたハウスの放火が行われ、脱獄が決行される。
当初は幼児をあきらめ年長者のみの脱走を主張するが、エマが折れないため内心では納得していないが表面上は協力する（理想は自分とエマとノーマンの3人のみで、他に増やしたとしても足手纏いにならないのはドンとギルダまでと考えていた）。しかし脱獄に成功した際に誰1人死なさず外で生き延びて見せると理想を追い求める考えを持つようになる。
通常なら起こるはずの幼児期健忘が起こらず、胎児のころからの記憶があるため、鬼のことは生まれたころから知っている。イザベラの実子で、イザベラのお腹の中にいたころに聞いたレスリーの歌を歌ったことでレイが自分の子供であるとイザベラが知ることになる。
シェルターで出会ったユウゴからつけられた渾名は「片目寝不足」。前髪で片方の目が隠れがちなことや、本や資料を読むために寝不足気味である点を指した渾名である様子。
白井は、「レイが誕生日だと自覚している」のは2034年1月15日だが、実際の誕生日は異なるとしている。

### 食用児

#### グレイス＝フィールド（GF）
高級農園・グレイス＝フィールドハウスの食用児たち。エマ、ノーマン、レイについては#主要人物参照。

##### 脱走者
GF脱獄に成功し旅をする5歳以上の食用児。エマ、レイを含めて計15名。
ドン
声 - 植木慎英
10歳の男の子。エマたち最年長3人組に次ぐ年長者。認識番号は16194。身長155cm。
明るく負けず嫌いな性格。同年齢のギルダとは親しい。ノーマンたちに比べると、やや短絡的で状況判断能力に劣るが、兄弟たちを思う気持ちは強い。コニーのことも妹のように気にかけてよく助けていた。手先が器用なのか、スリの特技がある。
脱獄計画には引き入れられた当初は、ノーマンから脱獄のことを「人身売買から逃げる」と伝えられるが、後に鬼の事実を知る。その後は、ギルダと共に脱獄チームのサブリーダーとしてエマたちを支える。ノーマンの出荷後は、行動を『止めた』エマとレイに代わって脱獄の準備をギルダと共に進め、脱獄決行時には崖を超える一番手を務めた。
GFの子供では1番長身で、シェルターで出会ったユウゴからつけられた渾名は「豆ノッポ」。
表にはあまり出さないが、エマとレイの身に危険が迫った時には泣きそうなほど心配するなど気にかける様子を見せる。一方、エマたちがゴールディ・ポンドに向かった数日後、不安な表情が出ていたギルダに対し「自分たちが不安がっていては弟妹たちまで不安になる」と窘め、サブリーターとしての精神的な成長も見せる。七つの壁を探すためにエマたちがクヴィティダラへ向かうメンバーに選ばれた際には同行にあたり、シェルターに残されていた地図や資料を（以前レイから指示を受けて）暗記しておくなど、GFの「上物」としての能力の一端を見せる。
ギルダ
声 - Lynn
10歳の女の子。エマたち最年長3人組に次ぐ年長者。認識番号は65194。身長138cm。
眼鏡を掛けている。内気だが、芯の強い性格。エマとは共に年少者の世話をする係で、仲がいい。ドンと同じく、脱獄計画にはレイの後に引き入れられる。
ノーマンには及ばないが、優れた洞察力と冷静な思考力を持つ才女（6話時点でのテストの成績は最年長3人組に次ぐ唯一の200点台）。一方おしゃれに興味があり、ハウスから支給される衣類が白一色であることを嘆く。
以前からハウスを『旅立った』兄弟姉妹たちが音信不通になる事実やエマたちの言動の変化に気づき、脱獄計画参加後もママの秘密の部屋（無線室）の存在とその場所を突き止める。
鬼の事実を知った後は、ドンと共に脱獄チームのサブリーダーとしてエマたちを支える。ノーマン出荷後は、行動を『止めた』エマとレイに代わり、脱獄に関する実務をドンと共に進める。脱走後も、エマとレイが不在の時にはリーダー代理となる。
シェルターで出会ったユウゴからつけられた渾名は「カタブツ丸眼鏡」。
七つの壁を探すためにクヴィティダラへ向かうメンバーに選ばれた際は、ドンと同様に、シェルターに残されていた地図や資料を暗記している。
白井によると当初はエマ達を裏切るつもりで、出水にもそのような作画を依頼したが、出水の描く子供たちが「純粋で良い子たち」だったため、その線はなくなったという。
ナット
声 - 石上静香
9歳の男の子。認識番号は30294。身長133cm。
少し臆病で、ちょっぴりナルシスト。ピアノが弾ける。ユウゴからつけられた渾名は「鼻」。他の皆が渾名に不服な中、自身の鼻筋が美しいと誇りに思っているらしく、まんざらでもない様子だった。
シェルターでの生活では、ドンと共に狩猟を担当していた。爬虫類や虫はなるべく食べたくないと考えており、できるだけ鳥を捕まえたいと考えている。
アンナ
声 - 茅野愛衣
9歳の女の子。認識番号は48194。身長135cm。
面倒見がよく、優しい性格。脱獄の際、偽装工作のために三つ編みを切って提供する。
シェルターでは主に庭仕事や料理の手伝いなどをしていた。シェルターでの生活の中で、ルーカスからケガや病気の対処法について学び、習得した知識・技能を高く評価される。
トーマ
声 - 日野まり
7歳の男の子。認識番号は55294。身長123cm。
足が速いが、戦力にはいまいち。鬼ごっこが好き。シェルターで出会ったユウゴからつけられた渾名は「ピザの具」。
ラニオン
声 - 森優子
7歳の男の子。愛称は「ラニ」。認識番号は54294。身長125cm。
トーマと仲が良い。シェルターで出会ったユウゴからつけられた渾名は「カレーの具」。
ドミニク
声 - 日野まり
6歳の男の子。認識番号は07294。身長119cm。
アクティブで体を動かすことが好き。シェルターでは風呂に入れるのを楽しみにしていた。
ユウゴとルーカスがシェルターに残り戻ってこなかった際に、アリシアとGV出身の子供と共に2人を探しに行き、アンドリューに右足を撃たれる。
ジェミマ
声 - 久遠エリサ
5歳の女の子。認識番号は31394。身長107cm。
まじめな性格で花が好き。GF脱獄時、崖に落下する恐怖から手が震えたが、レイにしがみつく形で崖を越えることができた。
エマたちがシェルターを離れてクヴィティダラの探索を行っている間、年少組でユウゴとルーカスから食料調達の技術や知識を学んでおり、その後も技術を活かしている。
ロッシー
声 - 林鼓子
5歳の男の子。認識番号は50394。身長108cm。
繊細で慎重派。知識を得ることが好き。初めにシェルターに無事たどり着いた時には風呂で涙を流した。
アンドリュー襲撃によるシェルター脱出時、ルーカスが敵から奪った通信機での連絡をもとに、包囲されている位置をエマに伝える。
イベット
声 - 白城なお
5歳の女の子。認識番号は59294。身長110cm。
お絵描きが得意な芸術家肌。ハウスでは常にスケッチブックを持っていた。2年後では頭にゴーグルを着用している。
クリスティ
声 - 河野ひより
5歳の男の子。愛称は「クリス」。認識番号は70394。身長103cm。
好奇心旺盛。シェルターでは朝の6時に鍋の音で皆を起こす役割を担っているらしく、98話では彼目線でシェルターでの生活が紹介される。シェルターからの脱出中にアンドリューに狙撃され重傷を負う。
アリシア
声 - 青山吉能
5歳の女の子。認識番号は71394。身長109cm。
お転婆でチア部っぽい。ユウゴにかなり懐いている様子が窺える。
ユウゴとルーカスがシェルターに残り戻ってこなかった際に、特にユウゴのことを心配し、2人を放っておけないとドミニクたちと一緒に探しに行く。その際、アンドリューに見つかり人質に取られるが、オリバーらによって救出される。
マルク
声 - 青山吉能
5歳の男の子。認識番号は79294。身長115cm。
ふくよかな体型で食べることが好き。ナイラと仲が良い。ユウゴと会った際、他の子供たちは彼の素行に注目する中、彼が食べているクッキーに意識が集中する。

##### その他の食用児
コニー
声 - 小澤亜李
6歳の女の子。認識番号は48294。身長115cm。
エマ曰く「フワッとした」性格で、夢は素敵なお母さん。イザベラからもらった人形のリトルバーニーを大事にしていた。テストのスコアはいまひとつで、そのことにやや劣等感を持つ。彼女が「出荷」されたことからエマたちは鬼の存在と、ハウスの真実を知る。
フィル
声 - 河野ひより
4歳の男の子。認識番号は34394。身長100cm。
とても賢くて、活発な性格。テストも成績優秀で、200点台になることも。ハウスではエマを特に慕っていて、一緒に遊ぶことが大好き。
キーワードのモールス符号をエマに教えた。エマたちからハウスの真実を告げられるが、鬼ごっこの際にクローネが言っていた「収穫」の意味やこれまでのエマたちの様子から、何か恐ろしいことが起こっていることに気付いていた。また、エマたちが全員脱獄か4歳以下を残し脱獄するか悩んでいた時には、待てるから置いて行くように提案し、4歳以下の子供たちで唯一「真実」を知る者としてハウスの後のことを引き受ける。
エマたちの脱獄後は他のプラントに移され、そこで暮らす。フィルたちは4つのプラントに分散して移され、他プラントに移された子供たちの近況は分からないでいる。移されたプラントでサイモンと仲良くなり、ほどなく彼は出荷されたものの、真実を伝えればエマたちの計画が水の泡になるため、気持ちを押し殺して見送っていた。
白井は『セサミストリート』のエルモをイメージしていた。出水は「マスコットになり得るキャラ」「天真爛漫で愛される子」をイメージして描いていた。
シェリー
声 - 日野まり
4歳の女の子。認識番号は74394。身長102cm。
フィルとよく一緒にいて、ノーマンと同じ部屋。フィルと共に、よくノーマン、エマを探している。ノーマンが大好きで、おしゃれが好き。
ノーマンの里親が決まったという報告を聞いた際、ショックで激しく動揺する。エマたちの脱走後はフィルと同じプラントに移され、以前よりスコアが上がってはいるものの、フィルには勝てていないらしくライバル心を持つ。
ナイラ
声 - 森優子
4歳の女の子。認識番号は53394。
マイペースな性格。マルクと仲が良い。マルクと遊んでいて迷子になるが、イザベラが短時間にナイラを見つけたことで、体に発信器が埋められていることにエマたちは気付く。
キャロル
乳児の女の子。認識番号は53494。
イザベラが脱獄計画を攪乱するため、時期をずらし新入りとして「入荷」したが、これによりエマは拠点の存在と発信器の在り処を知る。エマに懐いている。
エマたちの脱走後はフィルと同じプラントに移され、成長して徐々に話せる言葉が増えている。
レスリー
声 - 小林沙苗
イザベラが子供のころ、同じプラントにいた少年。認識番号は71584。身長140cm。
物静かな性格だが歌を作る才能があり、自身が作った歌（アニメでは楽器で奏でて作った曲）をイザベラに頼まれて聴かせていた。ある日、レイがレスリーの歌を歌っていたことでイザベラはレイが自分の子供であることを知る。
サイモン
エマたちの脱走後、フィルが送られたプラントにいた少年。
フィルによると、お調子者で人柄がドンに少し似ている。その後、出荷されることになった。フィルには将来の夢について良く語っていた。
ジャッキー
エマたちの脱走後、フィルが送られたプラントにいる少年。そのプラントでは最年長。
ヘレン
エマたちの脱走後、フィルが送られたプラントにいる少女。フィルのお姉さん的存在。
セシル
クローネと同じプラント出身の少女でクローネの先輩。認識番号は72684。
プラントにいたころは太っていたが、本部でクローネと再会した時にはほっそりとした体型の女性になっていた。誰もが生き残るために周りを蹴落とそうとしているため、隙を見せてはならないとクローネに助言するも、クローネを裏切り陥れるが、逆に陥れた作戦の穴をつかれグランマにもそれが認められてしまい出荷されることになる。
しかし、セシルの本当の目的はクローネに周りを蹴落としてでも生き残るような強い心を持ってもらうためで、目的を達することができ安堵して出荷された。

#### グローリー＝ベル（GB）
高級農園・グローリー＝ベルの食用児たち。
ユウゴ
エマたちが辿りついたシェルターで出会った大人の男性。28歳。長らく名前を明かさず、エマたちからは「オジサン」と呼ばれるが、96話にて名前が判明する。認識番号はETR3M8。脱走した食用児という意味では、エマたちの「先輩」。
当初はシェルターを訪れたエマたちに名前を教えず、過去の出来事はほぼ語らない。また子供たちに対してムキになったり大人げないところもある。エマを人質にして殺すと脅し、資源に限りがあるためペンを置いてシェルターを出るように迫る。エマたちの様子を見て過去の自分と仲間たちを重ね、だからこそ目障りで消えて欲しいと考えるものの、エマとレイを（道中死なせるつもりで）A08-63地点へ先導する。
13年前、仲間と共にペンを頼ってGB農園から脱獄し、シェルターに辿りつく。しかし、いつまでもミネルヴァが現れず、先導時の夢による回想によると、ユウゴが仲間全員でA08-63地点（ゴールディ・ポンド）へ向かうことを発案した。ゴールディ・ポンドに連れ去られた後も密猟者たちと対抗し、彼の指揮のもと全員生き延びていたが、レウウィスに狩られ殲滅、自分だけ生き残ったことに罪悪感を持ち続けた。なお、彼が着ている小さなベストは、かつて仲間の1人が着ていたもの。「ミネルヴァは嘘吐きだがシェルターを用意してくれていることには感謝してる」と言い、仲間が死んだ13年の間に、仲間・希望・情けといった全ての「無駄」を省くこととを学んだと語る。
野良鬼の群生地では、エマたちを上から襲ってきた鬼を銃で攻撃するが、わざと殺さずに再生させ、怒った野良鬼の集団を集めさせる。どちらか死んだら助けてやると言って離れた場所から見物するが、後方から襲ってきた鬼を難なく仕留めるなど高い実力を見せる。
ゴールディ・ポンド侵入後、ノウスとの交戦で隠れているヴァイオレットと会い、猟場の状況およびかつての仲間・ルーカスの生存を知る。ノウマを取り込んでパワーアップしたノウスに対し、気配を含めあらゆるものを消し去って狙撃し倒す。その後にエマたちと合流し、レウウィスの仮面を破壊してエマたちとの共闘の末に止めを刺すなど、猟場での戦闘に置いて重要な役割を果たす。
戦闘終了後、重傷のエマを抱えアジトにてルーカスと再会。シェルターに帰還後はエマを治療し、約4週間後にエマが目覚めた時に自身の名前を教える（このころには年少の子供たちにもすっかり懐かれ、過保護気味になっているようである）。
アンドリューらのシェルター襲撃の際に子供たちを先に外に逃がし、ルーカスと共に決死の覚悟で応戦。猟場でルーカスを置いて1人で逃げたことを後悔し続けた過去から、生きるにも死ぬにも最期まで一緒だと言い、ルーカスを抱えて武器庫まで逃げ込む。その後、追いついたアンドリューたちを道連れに可燃ガスを爆発させた。
回想によると、ゴールディ・ポンドからただ1人シェルターまで逃げてきた後、仲間の想いに応えるため生き続けてきたが、それも限界に達し自殺を考えていたところにエマたちがやってきた。結果ルーカスにも会えて仲間の仇を討つことができ、死ぬことに対して未練が多くなったものの、エマたちのために死ねるのなら本望と考えていた。
子供たちには銃の手ほどきや食料調達の方法など生きていく上での様々なことを教え、ユウゴとルーカスの2人がいなくなった後も子供たちは教わったことを活かして旅をする。
ニコラス
ユウゴの仲間だった少年。帽子を被っていた。
ジョン
ユウゴの仲間だった少年。ユウゴが着ているベストは、元々は彼が着ていた物のようである。
ダイナ
ユウゴの仲間だった少女。カチューシャを着けていた。
ユウゴは彼女に思いを寄せていたようで、ルーカスもそのことを知っていて告白を促されたが言えずにいたようである。
シェルターに残されていたお茶会のメモは彼女が書いたもので、ゴールディ・ポンドへ出発する前に次にシェルターを使う人たちに向けて残した。
ルーカス
ユウゴの親友の男性。サブリーダー格だったようである。認識番号はKGX2A7。
ユウゴが右手につけている黒い手袋は、元々は彼がつけていたようである。かつてユウゴをゴールディ・ポンドから逃がした後、仲間たちの中で唯1人生き残り、猟場の風車を拠点に13年身を潜めていた。杖をつき、顔に傷がある。右腕は、かつてレウウィスに襲われた際に失っている。
シェルターにいるであろうユウゴとの再会も考えたが、殺された仲間の無念や鬼の恐怖に怯える他の子供たちが頭をよぎり、猟場を潰すためにオリバーら同じ想いを持つ子供たちを集め、技術と情報を伝え共有していた。またミネルヴァが食用児をゴールディ・ポンドに呼んだ理由を見つけており、ユウゴを呼び戻した時のことも考え、猟場を潰す必要があると考えていた。
GP崩壊後シェルターへ帰還し、ユウゴや子供たちと共に暮らし、モニターで外の監視や子供達に教育などをしている様子が窺える。
シェルターにアンドリュー達が乗り込んできた際、ユウゴと共に決死の覚悟でシェルターに戻って共に武器庫まで逃げ込み、アンドリューたちを道連れに可燃ガスを爆発させた。

#### グランド＝ヴァレー（GV）
高級農園・グランド＝ヴァレーの食用児たち。バイヨンの特権で、ゴールディ・ポンド（GP）に生きたまま連れて来られる。
テオ
ゴールディ・ポンド（GP）にいる12歳の少年。認識番号はFIII715-412。
秘密の猟場に来た当初、オリバーから猟場の説明をされるも信じなかった。エマに助けられた後、彼女と別行動を取るが、レウウィスに見つかり狩られかけたところをジェイクが身代わりになり、直後にモニカも狩られる。しかし、レウウィスから憎しみを糧に殺しにくるように告げられ生かされる。GP崩壊後はエマたちと共にシェルターで暮らす。当初は丸顔であったが、後に成長してやや面長な顔立ちになる。
モニカ
GPにいる少女。テオからは「姉ちゃん」と呼ばれる。
GPに来た当初、テオと同じくオリバーから猟場の説明をされるも欠伸をして信じていなかった様子。ジェイクがレウウィスに狩られた直後、逃げている最中に自身もレウウィスによって狩られる。狩りの後、遺体は調理され貴族の鬼たちの晩餐にて供される。
ジェイク
GPにいる少年。テオからは「兄ちゃん」と呼ばれている。
ルーチェに襲われた時、テオとモニカを助けようとするも怖くてできなかったことを恥じ、テオがレウウィスに狩られかけた際に身代わりとなってテオたちを逃がす。狩りの後、遺体は調理され貴族の鬼たちの晩餐にて供される。
ヴァイオレット
GPにいる少女。13歳。俊敏でチームの斥候役を担う。認識番号はDIV332-198。
短髪で一人称が「オレ」などボーイッシュな外見なため、エマも彼女が女の子であることに薄々は気付いていたようだが名前を聞くまで確信が持てなかった。
荒っぽい性格で、落ち込んでいたり様子がおかしい人間がいると叩いたり殴ったりすることが多いが、これが彼女なりの励まし方である。
エマを猟場で唯一の大人であるルーカスに会わせるためにアジトへ案内した。テオとの会話から、姉と弟を密猟者に狩られた過去があるらしい。GP崩壊後は、ルーカスたちと共にシェルターに辿りつく。
七つの壁を探すためにエマたちがクヴィティダラへ向かうことになった際、ユウゴから夜目が利くことを評価されてメンバーに選出される。
オリバー
GPにいる少年。猟場にいる子供たちのリーダーで、1番の古株。17歳で出荷時の年齢は9〜10歳。認識番号はAII866-890。
頭が切れ、猟場の人間たちの生活を回す。密猟者たちを倒し人間の集落へ逃げることを計画する。バイヨンとの闘いでは、致命傷を負った彼が死に際にルーカスを狙い、身代わりとなってバイヨンの攻撃を受け重体になる。エマが目覚めたころには動けるくらいに回復する。食用児が住むアジトでの最初の朝では、他の仲間達がほぼ全員寝坊するが、万が一を想定してすでに起きていた。
サンディ
GPにいる少年。17歳。救護担当。認識番号はPVI468-992。
くせ毛で髪留めを付けている。いつもポジティブで皆を元気づける。
ソーニャと共にノウスとノウマを自分たちの真正面に誘導し、特殊弾でノウスの仮面を割ることに成功するも、ノウマを殺され怒り狂ったノウスによって執拗に痛めつけられる。シェルターに戻って治療を受けたエマが4週間後に目覚めた後も動けない重傷だったが、その後は動けるまでに回復する。しかし、左目は負傷が激しかったらしくその後も眼帯を付ける。エマは失った左耳を髪で覆うため彼の髪留めを付けてもらった。
ザック
GPにいる少年。18歳。救護担当。戦闘派。認識番号はQII863-552。
色黒でヘッドバンドをしている。ナイジェルによるとは同志でも最古参の1人で、危ない役目を引き受けるため怪我をしやすく、治療に詳しくなったため、救護担当になった。身体能力が高くどんな危険にも怯まず飛び込む。逃げるのも武器を扱うのも上手く、同志の中ではオリバーと1、2を争う手練れ。ペペと共にバイヨンの部下を仕留めるも返り討ちされ重傷を負う。GP崩壊後、シェルターまで運ばれ、エマが目覚めたころには動けるまでに回復する。
七つの壁を探すためにエマたちがクヴィティダラへ向かう際、ユウゴから救護スキルを評価されメンバーに選ばれる。
ナイジェル
GPにいる少年。16歳。機械類担当。認識番号はRIII522-633。
支給武器の管理をする。寒がり。アビエイターハットを被っているが洗っておらず、植物の芽が生えている（ハットを脱いでも頭に芽が生えている）。妹のような存在の少女をルーチェに狩られた過去がある。
ジリアンと共にルーチェらを倒すが、バイヨンが自分たちの元に来るなど計画のズレが生じたことを察知し、自身が足止めしてジリアンにオリバーたちに異状を知らせることを提案するも、意に反して逆にジリアンがバイヨンを足止めするために立ち向かう。ルーカスとオリバーとの連携でバイヨンを倒した後、エマたちと共にレウウィスを倒し、シェルターに辿りつく。ハットは被っていない時もあり、ジリアンにからかわれている場面があった。
ソーニャ
GPにいる少女。17歳。副リーダー。認識番号はEIV019-270。
眼鏡を掛けていてそばかすがある。作戦を立てたりデータを作るのが得意。
サンディと共にノウスとノウマを自分たちの真正面に誘導し、特殊弾でノウマの仮面を割る。直後にノウマに捕縛されるが、これも作戦で自身に意識が集中しているノウマをポーラが仕留める。しかし、ノウマを殺され怒り狂ったノウスにより返り討ちに遭う。GP崩壊後、シェルターまで運ばれ、エマが目覚めたころには動けるまでに回復する。その後も杖をついて歩いていたが、後に杖なしで歩けるようになる。
ペペ
GPにいる少年。16歳。食料担当で料理隊長。認識番号はPX363-076。
暑がり。黒人で左目の周辺に円形の刺青らしきものがある。猟場に来てからの日は浅め。
ザックと共にバイヨンの部下2匹を仕留め、負傷しつつもバイヨンの背後から煙幕を張りナイジェルとジリアンを救出する。バイヨンを倒した後、重傷のザックをアジトへ運び、エマたちと共にレウウィスを攻撃するが、閃光弾で目が見えなくなったレウウィスが破壊された仮面の破片を飛ばして命中した際に声を出してしまい、彼の攻撃で戦闘不能になる。GP崩壊後、シェルターまで運ばれ、エマが目覚めたころには動けるまでに回復する。
ジリアン
GPにある秘密の猟場にいる少女。15歳。食料担当。認識番号はQI231-493。
ニット帽や服につけているたくさんのワッペンは手作りで、猟場にあるピエロをもいで作っていた。姉のような存在の少女をルーチェに狩られた過去がある。
ナイジェルと共にルーチェらを倒すが、計画と異なりバイヨンが自分たちの元に来たことで、ナイジェルから逃げて仲間に知らせるよう指示されるも、これ以上仲間を失うことに我慢できず勝手にバイヨンに突撃する。ナイジェルと共に予備の罠にバイヨンをおびき寄せるために逃走するも背中を斬りつけられ人質にとられるが、ペペとナイジェルの射撃で救出され、バイヨンを倒した後に救護を受ける。
GP崩壊後、シェルターまで運ばれ、エマが目覚めたころには動けるまでに回復する。シェルターでは、アリシアたちに手作りのワッペンを作り喜ばせている。シェルター脱出後、ルーカスとユウゴの死を知り子供たちの中で1番に声をあげて泣く。
ポーラ
GPにある秘密の猟場にいる少女。17歳。食料担当。狙撃の名手。認識番号はAXI640-651。
ロングの黒髪で口元は布で隠している。アダムとだけ食事をし、他の仲間には口元を見せない。同志でも古参で、かつては顔も髪で見えなくしていた様子が窺える。
ソーニャを捕縛して興奮するノウマを仕留めたが、怒り狂うノウスに槍を投げられ、肩に受け重傷を負う。その後シェルターに連れて来られ、治療を受けたエマが目覚めた後も動けない状態が続くが、後に回復する。猟場でもシェルター脱出時には、ルーカスの元へオリバーと先回りするなど完全に回復した姿を見せる。

#### Λ7214系列他の食用児
アダム
GPにいる少年。ヴァイオレットたちのアジトである風車の門番をしている。
大柄で一般的な人間とはやや異なる体型。レウウィスによると、バイヨンが出資しているΛ7214から「試食品」として猟場に送られてきたようである。ヴァイオレットによると、アダムはどこから来たのか不明で言葉をあまり理解できないらしく、ほとんど喋らず、稀に「22194」という数字を独り言で繰り返す。これはノーマンの認識番号で、Λ7214にいた時に彼の首筋にある番号を見て覚えたようである。
ナイジェルがエマの元へ向かった時点では門番として入口を守るが、ペペがエマの元へ向かう際にはエマたちの加勢に向かい、常人離れした強い腕力でレウウィスを攻撃する。またレウウィスの攻撃を直に受け、建物にめり込むほど叩きつけられても軽傷で済むなど、耐久面も常人離れしている。
シェルターで暮らすようになってからは、ノーマンではなくエマの認識番号を繰り返す。シェルターではその体格を活かし、高いところにある電球を取り換える手伝いなどをしている。
他のΛ7214出身の食用児に起こる実験の副作用による発作が起こらず、彼らを救う鍵となる。
バーバラ
声 - 安済知佳
ノーマンの腹心で量産農園の襲撃組である少女。16歳。グッドウィル＝リッジ出身だが、後にΛ7214に送られた。
量産農園を警備する鬼たちを容易く殺すほどの実力で、自分たちばかり食べられるのはムカつくと殺した鬼たちを食べる。桃太郎の歌を口ずさむが、鬼退治の歌という程度の認識でしかないようである。ボスであるノーマンが大好き。力関係はシスロよりも下らしく、鬼に対して同情している様子が窺えるエマに激昂するも、シスロの一言で大人しくなる。
Λ7214にいたころのことがトラウマになっており時折発作が出るらしく薬を服用している（これはバーバラに限らず、シスロやヴィンセントも同様）。
シスロとは同じプラントの出身らしく、一緒にΛ7214に送られたようである。
シスロ
声 - 中島ヨシキ
ノーマンの腹心で量産農園の襲撃組である少年。17歳。グッドウィル＝リッジ出身だが、後にΛ7214に送られた。
ノーマンがいなければ自分は生きておらず「12のガキが神に見えた」と語る。バーバラよりも高い戦闘能力を有することが窺える描写がある。
ザジ
ノーマンの腹心で量産農園の襲撃組である少年。紙袋のようなもので顔を隠している。大柄な体格ではあるが実年齢は5歳（初登場時）と、フィルと同世代くらい。Λ7214出身。
二刀流の使い手で言葉を上手く話せない。ハヤトによると、非常に高い実力を有するが、何を考えているのか分からず、ノーマン以外の言うことは聞かない狂犬みたいな人物とのこと。量産農園を警備する鬼に捕まったエマを助ける際、鬼を剣で仮面ごと真っ二つにするなど、尋常でないほどの実力を見せたものの、直後にエマも殺そうとする（ハヤトが止めに入って事なきを得る）など敵味方の判断能力に乏しいようである。
ヴィンセント
声 - 高橋英則
ノーマンの腹心で量産農園の襲撃組である男性。18歳。
色黒で頭に手術痕らしきものがある。左利き。グローリー＝ベル出身だが、後にΛ7214に送られ、ノーマンと同様にテストを受けていたようである。ノーマンとはルービックキューブに仕込んだ手紙でやり取りをし、共闘してΛ7214を壊滅させた。一見冷静そうな人物だが、腹心たちの中でも特にノーマンが大好きなようである。
ハヤト
ノーマンが助けた食用児。胸元にΛ7214のものと似た紋章があるが、その系列の新型量産農園出身。
ノーマンの指令で、グレイス＝フィールドからの脱走者への言伝のために捜索中、野良鬼に襲われエマたちに助けられる。脱走者を「超カッケー」と尊敬する。人間離れした速度で走ることができる。
白井によると、当初はエマたちが脱獄後に出会うレジスタンスのリーダーとして登場する案もあった。
ジン
ノーマンが助けた食用児。Λ7214系列の新型量産農園出身。
黒髪で口元を布で隠している。野良鬼に襲われていたところをエマたちに助けられる。ハヤトと共に脱走者を尊敬しており、傷の手当てをしてもらったことに喜んだ。
アイシェ
ノーマンたちと一緒にいる少女の食用児。鬼の言葉を話し、3匹の犬を引き連れている。狙撃の名人で顔の右半分に大きな痣がある。
とある農園で不揃いとの理由で廃棄される予定だったが、その農園で働く顔の右半分が形を失った鬼がアイシェを見て自分と重ね、魔が差して彼女を盗んだ。その鬼は彼女を食べることも検討したが、犬だと思って育てることにした。そのうち実の娘のように思い楽しく暮らしていたが、ある日ノーマンたちに襲撃されその鬼は殺される。
自分を育ててくれた鬼を実の父親のように思っており、父を殺したノーマンたちを恨んでいる。ノーマンたちとは口も利きたくないらしく、わざと鬼の言葉を話して人間の言葉は話せないふりをしていた。

### 農園職員
マム・イザベラ / ママ
声 - 甲斐田裕子
GFハウスの「ママ」として子供にとても優しく振る舞うが、裏では鬼の手下として管理する飼育監。31歳。認識番号は73584。身長170cm。
「ママ」としては優秀で、レイを小さいころから見張りとして使っていた。農園の実態をエマたちに知られるミスを犯すものの、現管理体制を維持したまま出荷を続けることを望み、ノーマンたちと心理戦を繰り広げる。
自身も農園で生まれ育った元食用児であり、「グランマ」やイザベラ自身の回想によると、レスリーの出荷後に農園の秘密を知り、その時に周囲が断崖であることを目の当たりにし、脱獄を諦めたようである。
子供のころ、同じプラントにいたレスリーに好意を持っていた様子が窺え、ママを目指すことを選択した理由はレスリーが殺されていたことに対する悔しさと、何も変えられないのであれば、せめて食べられない人間として生き続けてやりたかったからとのこと。
レイの実母で、レスリーが作った歌を後に身籠った胎児に聴かせていたが、ある日レイがその歌を歌っていたことでレイが自分の実子であることを知った。
エマたちが脱獄に成功したことで自分の負けを認め、脱獄したエマたちの行く先に光があることを願う。
その後、食用児脱走は自身の責任として「出荷」を覚悟していたが、サラよりもイザベラの方が農園にとって有益と判断され、「グランマ」に昇進する。
シスター・クローネ / シスター
声 - 藤田奈央
イザベラからの監視強化の要請により、本部から派遣された補佐役。エマたちのいる第3プラントとは別のプラント出身。26歳。認識番号は18684。身長175cm。
大柄な体格で、ハウスでの子供たちとの「鬼ごっこ」でも高い運動能力と計算高さを発揮するが、時折コミカルな表情も見せる。
イザベラのミスを知ると、証拠を掴んで彼女を失脚させ、「ママ」の地位を奪おうと画策する。その過程でハウスの真相を知ったギルダやエマたちと打算的な協力関係を築くが、本心ではイザベラの失脚後に邪魔な子供たちをまとめて出荷するつもりだった。しかし、彼女を用済みと判断したイザベラに先手を打たれ、権力争いに敗れる形で「出荷」されてしまう。
かつて飼育監選抜の際に拾ったミネルヴァのペンを所持しており、不本意ながら子供たちに脱獄を成功させて「このクソみたいな世界をぶっ壊せ」との思いを託し、出荷される前にペンをハウスの引き出しに遺す。
出荷された肉は女王に食べられたらしく、女王が今まで食べた者たちの中に彼女がいた。
本編ではイザベラを陥れたりエマたちを利用しようとするなど打算的な性格の持ち主である描写が多かったが、小説版「ママたちの追想曲」および読切「自由の空を求めて」によると、元々は他者を陥れるような真似はしたくない優しい性格であった。しかし、その性格では生き残れないと判断した同じプラント出身のセシルはわざと裏切り、後のクローネの振る舞いに影響を与えていた。
グランマ・サラ / グランマ
声 - 小山茉美
複数のプラントを統括する立場の人物で、イザベラら飼育監の上司。イザベラの飼育監としての手腕を高く評価している。作中描写では鼻から上の顔は影で覆われ、年齢など詳細は不明。
イザベラの幼少期に農園で彼女の「ママ」をしており、当時のイザベラに農園の秘密を知られて脱獄されかけたが、それも「グランマ」の手の内だったようである。「食用児たちに農園の秘密を知られたとしても、出荷まで制御できれば良し」というイザベラの方針は、かつて彼女の「ママ」だった「グランマ」と同じであることが示唆される。
イザベラの失態は、彼女がイザベラを制御できなかったことが理由として「出荷」され、エマたちの代わりにその年の儀祭に捧げられた。

### ラートリー家関係者
ラートリー家とそれに関連する人々。ラートリー家は1000年前鬼と『約束』を結んだ一族で、二世界間の調停役として約束を代々受け継いできた。
ウィリアム・ミネルヴァ / ジェイムズ・ラートリー
声 - 加瀬康之
ウィリアム・ミネルヴァはグレイス＝フィールドハウスに本を寄贈する際の偽名で、本名はジェイムズ・ラートリー。
ラートリー家第35代当主。しかし、食用児たちに犠牲を強いる理不尽な仕組みに耐えかね、ウィリアム・ミネルヴァという偽名を名乗り、食用児に未来を選ぶきっかけを与えるため、農園に納める本に細工を施し、子供たちに安全なシェルターや集落、人間の世界へ渡るためのエレベーターなどを提供しようとした。
しかし、腹心だった弟・ピーターの裏切りで一族から命を狙われ、ゴールディ・ポンドにある人間世界へのエレベーター横の電話に、脱走した食用児へ向け録音したメッセージを残す。その後、エレベーターは塞がれ、ゴールディ・ポンドは猟場と化す。最終的には実弟のピーターたちによって始末された。
ミネルヴァの支援者は他にもおり、危険だが4つの高級農園内には塞がれる心配の無い人間の世界への道があり、そこから逃げたければ支援者を向かわせるとしている。また、自ら壊しはしないが、食用児が『約束』を壊したければその選択を阻まないとのこと。そのどちらでも無い未来を選ぶ場合は、『七つの壁』を探すようにと伝えた。
ピーター・ラートリー
声 - 細谷佳正
ウィリアム・ミネルヴァの実弟。ラートリー家第36代当主。食用児が人間の世界に来ることを阻む。
兄と異なり、人間世界の安寧のために食用児たちの犠牲はやむなしと考える。当初は兄に協力していたが、ゴールディ・ポンドの大規模集落を蜂起した食用児の拠点と見なして危険視し、兄の抹殺を謀る。また、密かに食用児を狩っていたバイヨンに集落の存在を話したようである。
ノーマンが出荷される際に新しい「父親」として現れ、研究目的で彼をΛ7214へ送る。成人しているようだが、本人曰くノーマンとは父親というには年が近過ぎるとのこと。
猟場で密猟者の鬼たちが全滅し、緊急破壊装置が作動したことで猟場にグレイス・フィールドの食用児がやってきたことを察知し、部下を送って食用児の抹殺を謀る。しかし、部下のアンドリューの報告から兄の協力者の妨害で食用児を見つけられず、アンドリューに食用児と協力者全員の抹殺を指示する。
GFに戻ってきたエマたちによって追い詰められ、グランマ・イザベラを筆頭としたママやシスターたちからも裏切られたことで打つ手を無くし、エマから和解を求められる。しかし「鬼の世界も人間の世界も変わらない」と言い残し自害を図る。
アンドリュー
ピーター・ラートリーの部下。褐色の肌でメガネをかけた男性。
指で「トントン」とリズムを刻むような癖がある。ピーターの指示で脱走した食用児全員の処分を任されるが、40人以上の子供たちの偽の痕跡を作ったミネルヴァの支援者によって語導され、エマたちは難を逃れる。このことをピーターに伝え、報告を受けたピーターから、食用児だけでなく協力者全員の抹殺を任される。その後、フィルが送られたプラントに足を運び、フィルから話を聞こうとする。
長らくシェルターの正確な所在地は突き止められずにいたが、エマにはこの1年9カ月の間に支援者を全員殺したと語る。エマたちが七つの壁の情報を揃えたころにシェルターを発見し、食用児全員を殺処分するために部下と共にシェルターに乗り込み、食用児2人を射殺する。その後、ユウゴとルーカスの足止めと彼らが仕掛けた可燃性ガスの爆発に巻き込まれ部下が全滅するも、瀕死の重傷を負いながらもエマたちを追う。アリシアを人質に取った上に食用児4人を殺し、ユウゴとルーカスが死んだことをエマたちに語るが、後方から襲ってきた野良鬼に食い殺されてしまう。
食用児を自分たちと同じ人間だとは考えていないらしく、エマが当たり前の日常を守りたいだけという発言に対し「食用児には最初からそんなものは存在しない」と返すが、皮肉にも自身が鬼の餌となる最期を迎えた。

### 知性鬼の社会

#### 王
レグラヴァリマ
知性鬼の女王。レウウィスやソンジュの姉。王族の中でも数少ない核が2つある鬼で、同時に鬼族でも事実上最強の力を持った戦士でもある。
頂点に立ってあらゆる富と権力を手中にせんと目論み、非常に欲深く冷酷で悪辣、利己的な支配欲の権化のような性格の持ち主で、現在の知性鬼の統治の混乱と腐敗の元凶とも言うべき暴君。女王の座も、実父である先代王や即位の邪魔になると判断した親族らを皆殺しにして得たもの。食料不足による飢餓問題に対しても、「民が餓死して食い扶持が減れば自然に解決する」として全く意に介していない。GF始まって以来の天才とされるノーマンを鬼の頂点に渡したくなかったため、彼をΛ7214に送った張本人。

#### 五摂家
イヴェルク
声 - 佐久間元輝
五摂家。五摂家の筆頭で、政を司っている。かつての人間との『約束』の締結に立ち会い、GF農園の管理も任されている。
ノウム
五摂家。ノウスとノウマの妹。
ドッザとは仲が悪いようで、ドッザの言動に苛立ちを覚えている描写が多い。ギーランたちによって倒される。
ドッザ
五摂家。ルーチェの父親らしき発言をしている。
元はギーランに取り立てられた将軍だったが、彼を疎む王家と共謀してギーランを陥れ、その後釜として五摂家の座に就いた。強欲な性格で言動も品位を欠いており、バイヨン（当代）からは下賤の成り上がり者と蔑まれている。一方で五摂家当主となった後も鍛錬を怠っておらず、五摂家の中でも高い戦闘能力を有していたようだが、ギーランの部下にあっさり倒される。
バイヨン（当代）
五摂家。猟場の主である先代バイヨンの息子。
幼いころにギーランに会ったことがあり、美しく清廉な人物であったことを覚えていたが、復讐に燃えるギーランによって倒される。
プポ
五摂家。おどおどした性格のようである。

#### 農園の関係者
GF農園のボス
声 - 拝真之介
GF農園をまとめる鬼。体格は大柄な人間くらいで、鬼にしては小柄。エマたちが脱走した際は、部下たちに特上以外は殺しても構わないという指示を出す。
その後、全食用児の解放が発表されるも受け入れられず、農園内の人間すべてを食べようとする。エマを襲った際、命がけで庇ったイザベラの体を貫くが、駆け付けた鬼の衛兵によって始末された。
マンティス
声 - 山口キヨヒロ
コニーに儀程および瓶詰の配達をした鬼の1人。成人の2〜3倍ほどの背丈。コニーを瓶詰にする際、指先だけでも食べられないかと愚痴をこぼす。
ファット
声 - 杉崎亮
コニーに儀程および瓶詰の配達をした鬼の1人。丸い体型をしている。愚痴をこぼしたマンティスに対し、ここの食用児は高級品で自分たちの手に届く代物ではないと窘めた。
追手鬼
声 - 岡本幸輔、木村隼人
農園から脱走したエマたちを連れ戻しに来た鬼たち。リーダー格の人型の鬼と、その部下の獣型の鬼たちからなる。リーダー格の鬼は野生の下等種である鬼を一撃で仕留め、大木を真っ二つにするなど、かなり高い戦闘能力を有する。しかし、部下の鬼たちをソンジュに皆殺しにされ、彼との一騎打ちの末に殺害される。

#### GPの密猟者
A08-63地点、ゴールディ・ポンド（GP）の「秘密の猟場」に集う上級貴族たち。
バイヨン卿
上級貴族の鬼。GP/秘密の猟場の主。
ピーター・ラートリーと繋がりがあり、自身の息のかかったグランド＝ヴァレー農園から食用児を生きたまま入荷できる特権を持つ。秘密の私設の庭で食用児を放し飼いにし、他の一部貴族にも人間狩りを提供する。エマを捕獲したのは彼の部下らしい。ザックによると、密猟者の中ではレウウィスの次に強く、猟場では常に部下を2匹従える。
食用児の反乱では、ザックとペペによって部下2匹を倒されたが、返り討ちにしてナイジェルらの元に来る。ルーチェらを殺した食用児たちの予想外の反乱を称賛するも、自分たちの殺し方を食用児が知っていることで首謀者の存在を嗅ぎとり、猟場の主として首謀者を狩り反乱を鎮めるためにジリアンを負傷させ、ナイジェルに首謀者とジリアンのどちらの命を助けるかの二択を迫る。その直後ペペによって煙幕を張られ、ナイジェルたちに逃走を許すも、これは本拠地を探るためであり、彼らの後を追いアジトに侵入する。オリバーらの存在に気付くも狭い地下道では思うように武器が使えず、右側から現れたルーカスらの攻撃を受け倒されるが、死に際にオリバーに重傷を負わせる。
バイヨンの過去の回想によると、元々鬼の中でも狩り好きだったが、1000年前の『約束』により狩りができなくなり、農園の管理を任される。約800年前には24の農園に出資、12の農園を管理、6の農園の責任者となった。しかし、農園で養殖された人間を食べても味がしないと嘆いていた。約200年前、自身の権限で農園から食用児を生きたまま入荷することを思い浮かび、自身の庭で「狩りもどき」を行い始めた。その時食べた食用児に活きた命を食べていることを実感し涙を流す。この「狩りもどき」はピーター・ラートリーに漏れていたらしく、彼から話を持ちかけられ、GPに秘密の猟場が作られた。ルーカスたちとの戦闘では本当の「狩り」ができていることに楽しさを覚えていた。
レウウィスによると、新しい試験農園であるΛ7214にも出資をしていたようである。
レウウィス大公
鬼の王家出身で五男坊。秘密の猟場の客。レグラヴァリマの弟でソンジュの兄。
パルウゥスという小さい猿のような鬼を肩に乗せている。「狩りは互いに命を懸けるから面白い」という考えの持ち主。1000年以上生きているらしく、かつて人間と鬼の命を懸けた狩り合いを懐かしむ。絶望こそが人間を育て、極限の中でこそ人間は立ちあがり進化すると考える。そのため、選別した食用児をあえて殺さず、13年前のユウゴ一行にもゲームとして自分たちの殺し方を教え、さらに仮面を外して最初の10分間は好きに仕掛けて良いという条件で戦ったことがある。しかしに彼ら以来、殺す気でかかってくる強い人間に出会えず退屈していた。そして躊躇なくルーチェの目を狙って斧を投げつけたエマに興味を持ち、彼女に狙いを定める。エマが自分に敵意と憎悪を燃やし、より強く美味くなるよう仕向けるためモニカとジェイクを殺し、自身の名前を伝えさせる目的も兼ねてテオを生かす。
実力は密猟者たちでも別格で、なおかつ何をしてくるか分からないとのこと。相手が認識できない速度でその背後に回ったり、多数のマシンガンによる無人乱射にもほぼ被弾せず銃弾のほとんどを手で取ってしまうなど、尋常ではない実力の一端を見せ付ける。また、バイヨンたちが殺されたことやマシンガン無人乱射の様子から、エマたちが自分たちの仮面を割る武器を持っていることとその武器が希少であることを見抜くなど、高い知性を持つ。
エマとの決戦では、互いに命懸けの死闘がしたいがためにあえて誘いに乗り、戦う以外に納得する方法は無く、仮にエマなら殺されても本望だと語る。エマを自身の爪で貫き重傷を負わせたものの、閃光弾を発射されて視力を奪われ、全身被弾により再生不能になり、ユウゴに止めを刺され「やはり人間は良い」と満足して死んでいく（死に際に走馬灯のごとく過去の記憶らしきものが描かれるが、その中にソンジュとムジカが登場する）。
後に、本人も知らなかったが核が2つあったことが理由で復活、鬼たちの前で全ての農園廃止を宣言した。
ルーチェ
上級貴族の鬼。秘密の猟場の客。
獲物への拘りは特に無く、雑魚を蹂躙して楽しく狩りたいという陰湿な性格。部下の鬼を従え、長さの違う二対の腕を持つ。作中の描写から、若い鬼のようである。食用児を追い詰めたところ、エマに斧で目を狙われ、レウウィスに助けられたことでエマに怒りを覚える。
彼によると、貴族の鬼の仮面は猟場の銃で砕けないほど硬いが、ルーカスの話では部下の仮面は構造が異なり、目のあたりは硬いがそれ以外は簡単に破けるとのこと。部下たちはジリアンらによって機関銃による側面攻撃で全滅。彼個人の身体能力は人間と比べても低いようで、ジリアンを追いかけた際には部下が彼女を追い込んだところに息を切らせながら遅れて到着した。腕力も弱いらしく、部下たちの全滅後にジリアンに仮面を素手で剥がされ、銃弾を撃ち込まれて倒された。
ノウス
ノウマとペアで行動する男性の鬼。秘密の猟場の客。上級貴族。ノウマとノウムの兄。
猟場では、14〜15歳の食用児を主な獲物に定めているようである。銃弾や罠を躱したり、木を一撃で真っ二つにするなど高い身体能力を有する。食用児たちの反乱ではノウマと共にソーニャたちの襲撃を受け、ノウマが殺されたことで彼女の死骸を抱きしめて号泣し、その死骸を食べる。その後はさらに強くなり、ソーニャらを返り討ちにするが、ユウゴに射殺される。
ノウマを食した後に一時的に会話をしてるような描写がある。
ノウマ
ノウスとペアで行動する女性の鬼。秘密の猟場の客。上級貴族。ノウスの妹でノウムの姉。
猟場では、14〜15歳の食用児を主な獲物に定めているようである。グレイス＝フィールドの「特上」だけではなく、バイヨンの部下が捕り損ねたという成人の人間にも強い興味を示す。銃弾や罠を躱すなど高い身体能力を有するが、力はノウスと比べて劣るようである。ソーニャらの真正面に誘導されて閃光弾で動きを封じられ、特殊弾で仮面を割られるも即座に立ち直りソーニャを掴み上げた。興奮してソーニャを狩りたい衝動に駆られている隙をつかれ、ポーラに射殺される。

#### その他の鬼
鬼の頂点（仮）/「あの方」
鬼達から王よりもさらに上位の立場として神聖視される存在。名前は鬼独自の文字で表記されるが、読み方は不明（アニメでは「あの方」と呼ばれる）だが、作中ではエマたち人間も発音している。
鬼の頂点ではあるが、鬼にも人間にも特に肩入れする事はなく中立の立場を取っている。
ミネルヴァが残した情報によると、鬼の頂点は七つの壁を超えた先にいるらしく、彼と約束を結び直せば鬼のいない世界へ安全に逃げることもできるという。しかし、ミネルヴァも七つの壁を越えたことや鬼の頂点にも会ったことが無い。また1000年前にもう一つの約束が交わされていたとのこと。エマはクヴィティダラで鬼の頂点らしき者の幻を見ている。彼が取り決める「約束」は絶対の効力であり、他の鬼は意見することすらできない。
「約束」では通常の損得とは関係無く「相手が命より大切に思うもの」を要求する。
鬼の兄弟（仮）
エマたちが侵入した鬼の町にいた子供の鬼の兄弟。名前は不明。
量産農園産の人肉を購入したが、高級農園産の人肉は食べたことも見たこともないとのことで、兄の方は高級農園の人肉は量産農園の人肉とは違うのだろうかと思いふける。一方、弟は変装したドンの足元を見て変な足だと兄に報告したため、それに気付いたエマたちは即座に身を隠す。
その後は直接的な出番はないが、時折エマたちの回想などで登場している。

### 原初信仰の信者
ムジカ
声 - 種﨑敦美
エマたちを助けた知性鬼の少女。
体格は人間の少女と同程度で、比較的人間に近い容姿をしている。ソンジュと共に知性鬼の社会とは離れて暮らし、「原初信仰」なる独自の宗教を信仰する。宗教上の理由から人間を食べず、食前に手を組んで祈るなど人間と似た習慣を持つ。ソンジュによると、ムジカは人間を食べたことも食べる必要もない。エマたちを助けた当初、彼らにそれほど興味をもっていたわけではなかったが、エマたちと接していくうちに情が移り、種族を越えた「友達」と思うようになる。別れ際にエマに『七つの壁』を探しなさいというアドバイスを伝える。
ノーマンによると、「邪血の少女」と呼ばれる一族の生き残りとのこと。
ソンジュ
声 - 神尾晋一郎
レイを助けた鬼の男性。
鬼としては決して大きくは無いが、一般的な人間よりは大柄。ムジカと同じく宗教上の理由で人間は食べない、鬼の社会でも異端な存在とのこと。彼の発言によると、過去にも「鬼」と呼ばれたことがあるらしく、レイを助けたのは単純な興味で久々に人間と話をしたかったから。だが、エマたちを助けた本当の目的は、1000年前に交わされた約束をエマたちに壊してもらうこと、たとえ約束を壊せなかったとしてもエマたちが鬼の世界で子供を産み、農園の外で生きる人間を増やしてもらうのが狙い。狩猟という形で神が作り出した命を頂くのは教義に反しないため、農園外で生まれ育った天然物の人間ならばもう一度腹いっぱい食べたいと考えていた。
エマたちと別れた後、自身の夢を叶えるために邪魔者である追手鬼たちを皆殺しにする。
エマの勇気と知恵を評価し「狩りの獲物」としてふさわしいと認識していたが、自分を「友達」と信じて疑わないエマを獲物とする事を最終的に諦め、己の甘さを悔やみつつエマと別れた。
ヴィルク
声 - 上田敏也
アニメ版オリジナルキャラクター。シェルター脱出後のエマたちが身を寄せた「邪血の神殿」を礼拝する、年老いた盲目の鬼。400年前にムジカから血を分け与えられて以降、邪血であることを隠していた。「エマ」という名の孫娘がいる。かつて行き倒れた人間（支援者）から譲り受けたメモリチップを所持していた。

### ギーラン家
ギーラン卿
ノーマンとザジが接触した鬼たちのボス。
元五摂家だが、700年前に騙されて一族ごと「野良落ち」の刑に処され、知性鬼の社会から追放された。自分たちを追い出した王家と現五摂家を恨み復讐を企む。
野良落ち前は人間に近い体型だったが、現在はかなり異なる容姿になっている。ノーマンによると、人肉を食べることを許されない身分に落とされ、歴史的には退化して野良鬼になって潰えたとされているが、農園や市井から人肉の盗難を繰り返し、ギリギリ人型の姿と知性を保っていたとのこと。
かつては民のことを真に考える清廉な人物で人望も厚かったが、逆に王家や一部の五摂家には邪魔な存在となり、無実の罪を着せられた。700年の間に性格もかなり変わってしまったようである。

## 用語

### 鬼関連
鬼
他の生物を食べることでその性質を取りこみ進化してきた種族。「鬼」とはエマたちが外見から便宜上つけた呼称で正式名称は不明。クローネは「連中」「奴ら」などと、ユウゴやルーカスは「人食い」と、ゴールディ・ポンドの子供たちは「怪物」と呼ぶ。
取り込んだ遺伝子によって多種多様な姿になる。そのため容姿・体格に個体差があるが、指が6本で、顔の中央あたりの目の奥に核が存在し、その周りに目のような物が無数に存在する。種類も様々で、人型や獣型もいる。ムジカによると、1000年の間に鬼の姿は無秩序になってしまったとのこと。人間と比べてかなり鼻が利くようである。
個体差はあるが一般的に戦闘能力はかなり高い。ただし、かつて人間と鬼の争いでは鬼側が食べた人間以上の数の鬼が人間によって殺されていたとのこと。また、後述の再生能力を考慮しなければ人間と比べ戦闘能力が高いとは言えない鬼も存在する。作中では量産農園を襲撃して鬼たちを銃火器を用いずに容易く殺す人間も登場する。
再生能力があり、普通の生物なら致命傷になるような攻撃を受けても死なない。ただし体内の核を破壊されると絶命する。核は原則的に1体につき1つだが、ごく稀に2つ核を持つ者もいる。また、目と視神経は回復が遅くどの鬼にとっても弱点である。再生は自動ではないらしく、また再生回数にも限度がある。
レウウィスは約束以前の人間と命懸けで狩り合っていた時代を懐かしんでおり、1000年以上生きることも可能なようである。また、野良鬼・知性鬼問わず仲間の死骸を食べることがある。
野良鬼
知性に乏しく言葉を話さない野生の鬼。知性鬼からは野良の下等種と呼ばれ、知性鬼の社会には属していない。
様々な種類がいるが、基本的に獣のような姿。体格は小動物程度からゾウ以上の個体まで存在する。大型で気性の荒い種類も多いが、仮面をつけず、また知性鬼のように極端に身体能力の高い個体はほぼいないため、弱点さえ知っていれば銃や弓矢でも倒すことができ、実力者であれば群れと遭遇しても対処できるレベル。
基本的にどの種も気性が荒く、常に集団で動き近くには必ず仲間がいる。獲物を見つければ仲間を呼び、一斉に襲い掛かって獲物をシェアする習性がある。
仕留めてしまえば仲間の鬼が銃痕諸共死骸を食べて消してくれることもあるようだが、再生痕だらけの群れは知性鬼から見たら明らかに異常で、ユウゴと仲間はそれが理由で知性鬼に存在が気付かれゴールディ・ポンドに連れ去られる。
知性鬼
知能があり言葉を話す鬼。人間を最も好物とする生物。
人間を食べてその形状・知能を取り込んだ鬼が起源。しかし人間を食べ続けないと形状・知能を維持できないらしく、粗悪な量産肉しか食べていない下級鬼たちは形状維持の力が弱まり、半年も人間を食べなければ野良鬼のようになってしまうとのこと。また、仲間の死骸を食べることで一時的にその仲間の精神などを体に取り込む描写がある。
人型の者が多いが、獣型の者もいる。獣型の鬼の中には非常に鼻の利く種類もおり、エマたちの農園脱出と逃げた方角も把握していた。弱点である目を保護する、目が複数付いた角のある仮面を被る。体格は人間と差が無い者や成人の数倍もの背丈をした者もいる。身体能力は人間と比べても低い者から遥かに凌駕するものまで様々。そのため、野良鬼とは比べ物にならないほど危険な存在。貴族クラスまでの知性鬼ならば人間でも数や戦略で対抗できるレベルのようだが、王族は別格で1000年前の人間と鬼が争っていた時代でも、どんなに人間が優勢であっても王族が現れると簡単に状況がひっくり返されたようである。
独自の文字・宗教・文明社会・階級制度などを持つ。階級は鬼の頂点を除くと、王、貴族、平民、その下といった区分となっている（その下には野良鬼が分類されるが、知性鬼の社会には属していない）。鬼独自の言語は、現在では鬼の中でも使えるものは少数となっているようである。
政治的には統一されておらず、いくつかの社会集団に分かれている。その中でも鬼の頂点を崇めるグループは、人間たちと約束を締結し、人間農園を運営して食糧をまかなっている。人間農場では人間の世界から流れ込んだ高度な技術品が多く登場するが、鬼の町では機械類は見受けられず、人間と比べ文明レベルが低い様子が窺える。獲物を屠る際は儀程を行い、儀程を終えた肉は食べても良いという決まりがある。鬼たちの会話によると、猫を食べる者もいるが、鬼から見てもゲテモノ食い扱いされる。鬼の市場の様子から人間以外にも多様な物を食べているようで、巨大なムカデなど現実には存在しない食材も多い。ソンジュによると、極稀に農園を襲って人間を盗む鬼が存在するらしく盗難が増えているとのこと。また鬼たちの会話によると盗賊たちは高級肉を食べたいものの高級農園は警備が堅いため、貴族への鬱憤晴らしとして量産農園を襲撃している。
ラートリー家など、鬼の世界と人間の世界を往来する人間が一定数存在し、その人間たちは鬼から食べられることは無く鬼と対等な立場にある。
ムジカとソンジュのように、教義上農園の人間を食べない「原初信仰」を信じる鬼も存在するが、異端な存在で極少数であり、鬼の社会とは離れて生活している。また、彼らは時に鬼独自の言語を使う。

儀程（グプナ）
鬼の伝統的な獲物の屠り方。神への感謝を込めて「ヴィダ」という吸血植物を獲物の胸に生きている間に刺す。
神に糧を捧げる意味合いがあり、花が開くと神が受け取ったとしてその肉を食べることができる。また、この作業は肉が長持ちさせるための血抜きも兼ねる。高級農園の食用児を屠る過程は、前述のように生きたままヴィダを食用児の胸に刺し、その後で衣服を剥ぎ取り液体の入った瓶に入れる。基本的に食用児は頭が下になるように瓶に入れられる。
儀祭（ティファリ）
グレイス＝フィールドの最上物と呼ばれる高スコアの食用児が鬼の頂点への御膳として捧げられるようである。
グランマの発言によると、作中の年においてはイザベラのプラント以外に最上物の基準を満たしている子供はおらず、彼女は最上物を無事に「出荷」することが期待される。
原初信仰
ソンジュとムジカが信仰する宗教。
狩猟以外で神が作り出した命を食してはいけないらしく、エマたちのように農園などで養殖された家畜を食べるのは教義に反するようである。鬼の世界では外の世界で生まれ育った人間の存在が確認されていないため、事実上人間を食べられない。ソンジュは教義に反しない形で人間を食べられる環境をエマたちに作ってもらうためエマたちを助けるが、その際2人はエマたちに宗教上の理由で人間を食べないと語る。
邪血の少女
人間を食べなくても人型の形状と知能を維持できる鬼。
その存在は700年前に確認され、彼女とその一族の血を飲んだ鬼もその性質を受け継ぎ人間を食べる必要が無くなるため、人肉管理で鬼の世界を牛耳っていた王と五摂家は、その存在を危惧し皆殺しにした。ムジカはこの一族の生き残りと思われるが、ソンジュは元は邪血の一族とは異なるようである。

### 農園関連
食用児
表向きは孤児とされているが、実際は食用の家畜として飼育されている子供たち。
起源はかつて人間世界と鬼世界が断絶された際、鬼の世界に置いて行かれた「土産」。鬼たちは彼らを管理・繁殖するために農園を設立した。以降、鬼たちは「狩り」ではなく「収穫」という形で農園で繁殖させた人間を食べている。
認識番号の位置や法則は農園ごとに異なり、グレイス＝フィールド（GF）は首筋、グローリー＝ベル（GB）はお腹、グランド＝ヴァレー（GV）は胸元に認識番号が記載されている。ただし、個体を識別して管理しているのは高級農園のみとのこと。
あらゆる人種の子供がおり、本部内の施設で生まれてくる。子供たちの母親は飼育監候補の女性たちであり、人工受精によって生まれるが、父親については不明。GFでの服装は白一色で、男子はズボン、女子はスカートを着用する。
出荷に関して、表向きは里親を手配されて巣立つと言われ、事実を知らない子供はそう信じる。子供たちが出荷される年齢はまちまちだが、GFでは6歳以降からスコアの低い順に出荷され、12歳になると無条件で出荷される。ただし、秘密を知ってしまった子供は即時出荷する規則がある。出荷ペースは明記されてはいないが、GFでは基本的に1度出荷が行われると次の出荷は2カ月以上先になるようである。
子供たちの肉の等級はテストのスコアと年齢によって「並」、「上物」、「最上物」、「特上」にランク付けされ、年長者ほどランクが高い。中でもGFのエマやレイなど「特上」は王や上級貴族でも食べられない代物で、レウウィスによると出身プラント・認識番号・個人名まで鬼の間で知られるほど有名な存在とのこと。特に近年の第3プラントは、優秀な飼育者がとても美味な脳を育てていると、顧客の間でも格別の華だったとのこと。GFでは、5歳は「下」、6歳から7歳は「並」、9歳は「佳」、10歳は「上」と呼ばれている（作中では第3プラントの8歳児は登場せず、ランクは不明）。ランクが高い者ほど脳だけではなく血肉の味も上質になるらしい。また、成人は希少性が高いようで、密猟者の鬼にはGFの「特上」以上に興味を示す者もいる。グランマ・サラが、エマたちの脱走の責任を取らされて出荷され儀祭に捧げられたことから、高齢になっても肉のランクが下がることは無いようである。
飼育監
人間農園にて、食用児たちを管理する存在。GFでの通称は「ママ」。GVでは「先生」と呼ぶようである。
GFではテストで一定以上の成績を残し、なおかつ飼育監からの推薦を受けた12歳の女子から選抜される。この条件を満たした食用児は、「出荷」時にこのまま死ぬか飼育監を目指すかの二択を迫られる。飼育監を目指すことを選択した場合、脱走できないように、外に出ると電気ショックで心臓を止めるチップが体に埋め込まれる。飼育監の席は少なく空席も簡単には出ないため、実際に飼育監になれる者は一握りしかいない。クローネによると、飼育監を目指した後も死を押し付け合う日々があっただけとのことで、大部分の者は途中で脱落して「出荷」される。
本部で他の飼育監候補者たちとの競争で大人になるまで生き残り、子供を産んで能力が認められることで飼育監や補佐に任命される。
「ママ」を統括する本部の人間は「グランマ」と呼ばれる。
飼育長
農園にて、飼育監の補佐をする存在。通称「シスター」。
飼育監と同様、本部にて他の飼育監候補者たちとの競争で大人になるまで生き残り、子供を産んで能力が認められることで任命される。作中の描写から、プラントには必ず補佐がいるわけではなく、必要に応じて本部から派遣されているようである。また本部にて補佐らしき女性たちが生まれてきた赤ん坊の世話をする描写がある。
飼育総監
人間農園の飼育監・飼育長らを統括する存在。通称「グランマ」。優秀な飼育監から昇進して任命される。
不要と判断した飼育監らを処分する権限も有しているようである。ただし、グランマになっても家畜であることに変わりはなく、責任を取らされて出荷されることがある。

#### 人間農園
高級農園
高度な知能を持った人間を飼育する農園。グレイス＝フィールド、グローリー＝ベル、グランド＝ヴァレー、グッドウィル＝リッジの4つが存在。中でもグレイス＝フィールドは最上級に位置付けられる。
認識番号で個体を識別して管理している。のびのびした環境で健やかに育てられ、知能を高めるテストが行われる。高級農園では量より質が重要視され、ここから出荷された食用児は一般の鬼には手が届かない金持ち向けの高級品として扱われる。中でも脳は重要視され、エマたちの脱走時には鬼から部下に「特上」以外の食用児は殺しても構わないとしつつ、頭部は傷つけないよう指示される。ミネルヴァによると、4高級農園内には人間の世界への道があるとのこと。警備は量産農園と比べてかなり厳しく、盗賊も手が出せない。反面、知能の高さゆえに農園の事実に気付かれる恐れも高まるため、飼育監の手腕が問われる。
グレイス＝フィールドハウス（GF）
孤児院を装った最上級の人間農園。エマたちは、単に「ハウス」と言うことも多い。
全部で5プラントあり、満期の年齢は12歳。食用児の認識番号は首筋に5桁の数字が記載され、数字の並びを逆にすると生まれた順になる。飼育監の通称は「ママ」、補佐の通称は「シスター」。この農園の食用児は英才教育が施され、「特上」にランクされた食用児は鬼の頂点に捧げられるため、王や上級貴族も食べられない。そのため、日常的に後述のグランド＝ヴァレーの食用児を食べている密猟者の鬼たちですら目の色を変える。
レイによると、GFにはエマたちが暮らす第3プラントを含めて全部で5プラントと本部が存在する。第3プラントでは37人前後の食用児がいて、早くて2ヶ月に1人程度出荷される。
住居である屋敷の周囲は鬱蒼とした森で、外縁は子供では登れないほどの壁に囲まれる。グランド＝ヴァレーやグッドウィル＝リッジと異なり、農園には天井が無く自然の空が広がる。外部と接触できるのは「門」と呼ばれる場所のみだが、壁・門に近づくことは禁じられ、子供たちは実質軟禁されている。物資管理が徹底され、特に刃物の扱いは厳しい（毎日の食事はレトルト食品で配給され、包丁は一本もない）。ママの部屋には通信設備が隠され、定時連絡など「本部」と通じている。子供たちが脱獄した際は、通信機器で本部に報告され、警報音が農園全体に響き渡る。
ノーマンが塀を登って確認した情報によると、本部を含めたプラント同士は隣接し、全体の形は六角形になっている。その周囲は断崖絶壁で飛び降りるのは不可能。本部は第3プラントの真向かいに位置し、唯一橋と繋がっている。作中の描写によると、プラントにある宿舎と比べてかなり大きい建物で、周囲には木が生えていない。
飼育庁
「入荷」する人間の乳児を育てるための施設とされる。ハウスに新しく来る乳児がいつも1歳程度に成長していること、既に発信機が埋め込まれていることなどから、その存在が推測された。

グローリー＝ベル（GB）
ユウゴやルーカスらがいた、村を装った農園。食用児の認識番号は、お腹に数字を含んだ6文字の文字列が記載され、左からアルファベット3文字、数字、アルファベット、数字という構成になっている。満期の年齢は15歳。
ミネルヴァが食用児に脱走の手引きをし始めた比較的早い時期にユウゴたちが脱走し、シェルターまで辿りつく。またゴールディ・ポンドの猟場でもレウウィスに目をつけられるまで1人も死なずに生き延びていたなど、かなり高い能力を持った食用児が多い農園であることが窺える。
グランド＝ヴァレー（GV）
学校を装った農園。バイヨンが管轄しており、ゴールディ・ポンドの猟場に放たれている食用児の大半はこの農園から横流しされている。
食用児の認識番号は胸元に記載され、左からアルファベット、ローマ数字、数字3桁、ハイフン、数字3桁という構成。テオの回想によると飼育監を「先生」と呼ぶ。月一で数十人単位の食用児が猟場に補充され、GFと比較してかなり大規模な農園らしい。食用児はGFと比べて能力的に平凡な子供が多く、バイヨンから並肉と呼ばれる。単行本9巻で描かれたエマとヴァイオレットのやり取りから、猟場と同様に農園の空は人工照明になっているようである。
猟場に放されている食用児の多くは共に育った兄弟姉妹を密猟者に狩られた過去がある。満期の年齢は15歳以上のようで、16歳のペペは猟場に来てから日が浅めとのこと。
グッドウィル＝リッジ（GR）
バーバラやシスロがいた、学校を装った農園。作中の描写では農園の空は人工照明になっているようで、出荷の際は同一プラントから複数人の出荷がなされている模様。詳細は不明だが、この農園からΛ7214にかなりの数の食用児が送られていたことが窺える。

量産農園
安価量産型の人間農園。
人間を劣悪な環境でただ生かし太らせ出荷する。食用児たちは狭い空間に一列に並んで座らされ、手首に手錠のようなもの、腕には点滴、口には呼吸器が取り付けられる。食用児たちの生命維持はこれらの装置に依存し、取り外すと死んでしまうとのこと。また彼らは言葉を解さず、意思も無い。そのため、ソンジュによると彼らは脱走の意志も能力もないようである。ただし、感情を完全に失っているわけではないらしく、食用児の1人は救出に来たノーマンの呼びかけに涙を流した。人間農園の大半はこのような数百ほどの量産農園である。高級農園の食用児と異なり個体識別されず、農園ごとに紋印が刻印されている。高級農園と比べ警備は甘く、近年は盗賊の襲撃が増えている。鬼の市場の様子から、高級農園の食用児とは異なり個別に丸ごとではなく、頭部・腕・足などに切り分けられ、部位ごとに瓶詰されている。
Λ（ラムダ）7214
ミネルヴァが残したメモリチップに入っていた情報。2031年時点では西の果てに建設予定の新しい試験農園とのことだったが、2046年時点では既に運営が始まっている模様。
レウウィスによると、バイヨンが出資した新農園。ノーマンはこの農園に送られ、GFよりもさらに難易度の高いテストを受けていた。農園内には人間世界から来たと思われる人間たちの他に鬼もいるが、明らかに異様な風貌の人間たちが育てられている。アダムはΛ7214出身で、ここにいた時にノーマンを見たようである。ここで生まれた食用児もいれば高級農園から送られてきた食用児も存在し、後者は一部を除くと人体実験用に送られていたことが窺える。シスロによると、地獄という表現すら生ぬるい環境だったらしく、多くの食用児が物より酷い扱いだったとのことで、食用児が野良鬼に生きたまま食べられている描写も存在する。
新型量産農園
Λ7214系列の量産農園。
ジンやハヤトはこの農園の出身。彼らは高級農園の食用児と同じく高度な知能を有し、一般的な人間よりも高い身体能力を有しているなど、従来の量産農園とは大きく異なる農園であることが窺える。

#### アイテム
発信機
商品としての人間を管理するための装置。
耳に埋め込まれているが、手術痕が残らないほど超小型で、成長すると違和感がなくなる。発信する信号が「ママ」の持つ懐中時計型の受信機に位置情報として送信される。個人識別はできないが、壊すと異常を知らせる。超小型で埋め込まれて10年以上動き続けるなど、2015年時点の人類の科学技術的には実現不可能な代物で、鬼独自の技術の可能性もあるとのこと。
後にレイが「ごほうび」の資材から信号を無効化する装置を作成。ノーマンに託し、未使用のまま残されたが、後に農園から脱走する際にエマとレイ以外の脱走対象の子供たちに使用される。
チップ
飼育監を目指すことを選択した女子の心臓に埋め込まれるチップ。
農園の外に出ると電気が流され、心臓が止められてしまう。それ以外の要因で心臓が止まった場合、本部に通報する送信器にもなっている。
テスト
農園で食用児に課される知能テスト。
鬼は人の脳を好むため、その発達のために行う。テストのスコアが高い子ほど、鬼にとって上等な食用人肉とされている。逆に、スコアの低い子供は早い段階で出荷される。
グレイス＝フィールドでは4歳から毎日受ける。最高300点。難易度は高く、作中の描写から半分正解できればかなり良い方であることが窺える。グレイス＝フィールド以外の農園でのテストの詳細は不明だが、難易度はグレイス＝フィールドが最も高いようである。
テスト結果は満点以外は公表されないが、コニーの台詞が出荷の法則のヒントとなった。満点以外の子供には、課題（宿題のようなもの）が出される。
ペン
本部にて、支援者であるスミーが落としたペン。クローネが拾い、エマたちに託される。
一見ただのペンだが、W.Mのイニシャルが書かれ、分解すると中筒部分に【B06-32】といった文字列が書かれている。さらにもう一段階引っ張ると空中にモールス信号付きの梟のホログラムと【B01-14】の文字列が投影される。
文字列はハウス【B00-00】を基点とした座標で、前半2桁の数字は南北、後半2桁の数字は東西の座標を示していることが作中で推測される。当初エマたちは【B06-32】にミネルヴァがいると考えた。
梟のホログラムにはモールス信号でTOUCH ME（私に触れよ）と書かれ、触れると新たに【13-18-02】という暗号が浮かび上がる（ただし暗号自体は毎回変わるとのこと）。これはミネルヴァの本の13ページ18行2単語目を指しており、そこに書かれた単語（HUMAN）を入力するとミネルヴァからのメッセージが現れる。最後までいくと、B06-32地点に辿りついた状態で正解を入力すれば地図らしきものが表示され、地下シェルターへの入り口が出現する。
シェルターにはA08-63地点にペンを持って向かうように指示した手紙が存在する。貴族の鬼たちの「秘密の猟場」と化したA08-63地点の風車に抜け穴があり、その先にペンを使うと開く扉が存在する。扉の奥にゴールディ・ポンドがあり、その中央にある建物にはエレベーターと電話がある。電話が置かれた机の引き出しの奥には、メモリチップであるペンの端の部分が残され、これをペンに取りつけると、人間の世界へ行くことに関するあらゆる情報が表示される。
ウーゴ冒険記
ミネルヴァが残した特別な2冊の本のうちの1冊。主人公のウーゴと相棒のキツネザルのマーヴィンが世界の秘境を旅する冒険物語となっている。
一見どこにでもあるような内容だが、promise（約束）というモールス信号が記載され、外の世界の手引書となっており、外の世界に存在する奇妙な動植物に関する対処法、活用法が記載されている。作中に登場する「マーヴィンの寝床」は『引き出し』を暗示した言葉で、ウーゴの相棒であるキツネザルのマーヴィンが好んで眠った場所。

### 地理
| 座標     | 施設など                   | 備考           |
| -------- | -------------------------- | -------------- |
| B00-00   | グレイス＝フィールドハウス | 起点           |
| B06-32   | シェルター                 |                |
| A08-63   | ゴールディ・ポンド         | 「秘密の猟場」 |
| D528-143 | クヴィティダラ             |                |

グレイス＝フィールドハウスなどの人間農園については#人間農園を参照。
シェルター
B06-32地点にある地下シェルター。
ミネルヴァがペンを頼りに脱出した食用児たちのために荒野の地下に造った。居住スペースには風呂・トイレ・炊事場･武器庫があり、畑も存在する。シェルター内には中には水・食料・武器・生活必需品のほか、世界についての情報や資料などが備蓄されている。地下水を引いて水を確保したり、地中熱と有機廃棄物（排泄物や生ごみなど）を使って発電もでき、燃料を使う補助発電機も付いている。水・電気は使い過ぎなければ困ることもなく、廃棄物も発電に利用できるためゴミも極力でない環境となっている。着替えもあるが、1番小さいサイズでも年少組には大き過ぎで、シェルターに辿りつける子供は出荷対象である6歳以上を想定していることが窺える。
シェルター内の資料は、グレイス＝フィールドと同じく2015年以前の物ばかりで、『鬼』や『約束』についての資料は古文書レベルとのこと。このような資料には、ミネルヴァからの手紙が挟まれ、安住の先を目指すならペンを持ってA08-63地点へ行くように書かれている。また、他の資料には農園や鬼の集落、人間世界に関する物や手書きの鬼の世界の植物図鑑もあるが、小説や絵本など普通の本もあるとのこと。
資料室の奥に緊急破壊装置があり、鬼にシェルターの存在が発覚した時を想定して設置されたことが推測される。部屋にあるピアノの内部に隠しスイッチがあり、これを押すことでピアノが動き武器庫への入口が現れる。武器庫には大量の銃火器・刃物・盾・爆弾などがある。シェルターの回線は外から探知できない仕掛け。シェルター内には各所に非常口へ繋がる道が7つあり、そこから逃げだせるようになっている。
外を監視できるモニターがあり、映像は梟型のロボットから送られてきているようである。モニター部屋の地下には隠し部屋がある（ユウゴも存在に気付かなかった）。隠し部屋には電話があり、支援者と連絡を取ることができる（発見当初は回線が壊れていた）。ピーター・ラートリーらの敵を欺くためにダミーのシェルターも幾つか存在する。
エマたちが脱走する13年前、グローリー＝ベルの脱走グループがたどり着くが、A08-63地点で密猟者に襲われ、ユウゴのみ生還した。食料の備蓄はエマたちが訪れた時点でユウゴが消費し残り少ないが、シェルター外に鳥・ヘビ・トカゲが生息し、畑も増やすことが可能らしく、エマたちくらいの人数（15人）程度であればずっと暮らせる環境のようである。ゴールディ・ポンドの食用児たちが来た後は63人もの大所帯となった。
ゴールディ・ポンド（GP）
A08-63地点にある地下の池。ミネルヴァがペンと手紙を頼りに脱走してきた食用児たちがここで暮らせるように造った。
地下に大規模集落があり、外からは分からないようになっている。本当のGPはルーカスが見つけた抜け穴の先にある扉のさらに奥に存在し、触ることのできない金色の水で満たされている。ここでペンを起動させると「WELCOME TO GOLDY POND」という文字が表示される。GP中央には建物の建つ島が浮いている。建物の中には人間の世界へ渡るための古めかしいエレベーターとミネルヴァのメッセージが録音された電話が存在する。電話が置かれた机の引き出しの奥には、メモリチップであるペン先端部分が納められている。
ピーター・ラートリーによってエレベーターは塞がれ、さらにピーターはバイヨン卿にこの施設の存在を教え、集落部分を秘密の狩場にしてしまう。食用児の多くはグランド＝ヴァレー出身で、バイヨンが特権で月一で生きたまま補充しているが、僅かに他農園出身者も補充されることがある。村にはスピーカーが設置され、音楽が鳴ると鬼が食用児を狩りに来て、再び音楽が鳴ると狩りは終了する。猟場で狩りをする鬼は5名の貴族とその従者で、食用児は最大で50人程度存在する。狩りは不規則だがおよそ3日1回ほどの頻度で朝に行われる。オリバーによると1度の狩りで食べられる食用児は平均4人程度で、食用児たちには銃などの武器や医薬品なども支給されているが、これらの物品は、ラートリー家がバイヨンに流していたようである。
周辺は鬼の集落だらけで、道中には野良鬼の群生地がある。気候は冬でも春のような暖かさで、存在する植物も野良鬼の群生地の森とは全く異なる。前述の池への扉がある部屋には猟場の制御室らしきものが存在し、ここで猟場の気温や空調、電気、上下水道、時刻、空の疑似映像を管理しているようである。
エマたちが密猟者の鬼たちを全滅させた後、ペンを使って制御室の緊急破壊装置を作動させ、2046年1月29日に猟場は水の底に沈み崩壊する。
七つの壁
ムジカとミネルヴァがエマにこれを探すように伝えた。この壁を越えた先に、鬼の頂点が存在している。
クヴィティダラ
D528-143地点にある遺跡らしき物。上から見ると目の形になっている。周囲は荒野になっており、エマはこの場で鬼の頂点と思われる鬼の幻と過去の光景を見る。

### その他の用語
リトルバーニー
コニーの持っていたウサギのぬいぐるみ。ママの手作りで世界に一つしかないとのこと。コニーが出荷された後はママの部屋にあったが、ハウスが燃やされた際に焼失した。
作画の出水は、作品中好きなキャラクターの中でも「殿堂入り」と答えており、本編以外にも扉や単行本おまけページなど随所に登場する。

## 社会的評価
本作の第2巻の帯には秋本治が、第4巻の帯には尾田栄一郎がそれぞれ推薦コメントを寄せている。評論家の岡田斗司夫も本作を絶賛・推薦している。作家の辻真先は、本作は「起承転結がはっきりとした漫画シリーズ」であると称賛しており、「人気を博した長編漫画としては珍しい」と述べている。また、辻は近年完結した作品の中ではベスト3に入るとも述べている。本作品について『財経新聞』は、「サスペンス部分の作り込みが凝っており、先の見えない展開で読者を惹きつけている」「従来の『週刊少年ジャンプ』作品とは一線を画しているということで、瞬く間に話題作となった」と評し、本作品の台頭は『週刊少年ジャンプ』の読者層が変化していることの現われと見る向きもある。
『マンガ新聞』では本作品が連載当初から「ジャンプらしくない新連載」として注目されていたとしている。2019年時点で「ジャンプの中でもトップクラスに低年齢層の支持を集めている」。これについて『週刊少年チャンピオン』（秋田書店）編集長の武川新吾は「子供の背伸びしたくなる心理をついている」と評している。リアルサウンドの成馬礼一は本作について、「目的と犠牲のジレンマが、『約束のネバーランド』がリアリティに満ちた傑作になった理由」だと述べている。
| 年度   | セレモニー                                   | 部門・賞                                          | 受賞対象           | 結果       | 出典          |
| ------ | -------------------------------------------- | ------------------------------------------------- | ------------------ | ---------- | ------------- |
| 2016年 | 漫道コバヤシ漫画大賞2016                     | 期待の新連載賞                                    | 約束のネバーランド | 受賞       | [ 26 ]        |
| 2017年 | みんなが選ぶTSUTAYAコミック大賞2017          | ネクストブレイク部門・大賞                        | 約束のネバーランド | 受賞       | [ 27 ]        |
| 2017年 | 漫道コバヤシ漫画大賞2017                     | グランプリ                                        | 約束のネバーランド | 受賞       | [ 28 ]        |
| 2017年 | 第63回小学館漫画賞                           | 少年向け部門                                      | 約束のネバーランド | 受賞       | [ 29 ]        |
| 2017年 | マンガ新聞大賞2017                           | 大賞                                              | 約束のネバーランド | 受賞       | [ 30 ]        |
| 2017年 | 次にくるマンガ大賞2017                       | コミックス部門                                    | 約束のネバーランド | 2位        | [ 31 ]        |
| 2017年 | マンガ大賞2017                               | 大賞                                              | 約束のネバーランド | ノミネート | [ 32 ]        |
| 2018年 | このマンガがすごい!                          | オトコ版                                          | 約束のネバーランド | 1位        | [ 8 ]         |
| 2018年 | フランスの漫画ニュース2018                   | 少年トーナメント2018                              | 約束のネバーランド | 受賞       | [ 33 ]        |
| 2018年 | 第21回文化庁メディア芸術祭                   | マンガ部門審査員推薦作品                          | 約束のネバーランド | 選出       | [ 34 ]        |
| 2018年 | 第12回ACBDアジア批評家賞2018                 | マンガ部門審査員推薦作品                          | 約束のネバーランド | 選出       | [ 35 ]        |
| 2018年 | 第22回手塚治虫文化賞                         | マンガ大賞                                        | 約束のネバーランド | ノミネート | [ 36 ]        |
| 2018年 | マンガ大賞2018                               | 大賞                                              | 約束のネバーランド | ノミネート | [ 37 ]        |
| 2018年 | 第24回サロ・デル・マンガ・デ・バルセロナ2018 | 最高の少年マンガ                                  | 約束のネバーランド | ノミネート | [ 38 ]        |
| 2018年 | みんなが選ぶTSUTAYAコミック大賞2018          | オールタイムBEST部門                              | 約束のネバーランド | ノミネート | [ 39 ]        |
| 2018年 | Google Play Best of 2018                     | ユーザー投票部門マンガカテゴリ優秀賞              | 約束のネバーランド | 受賞       | [ 40 ]        |
| 2018年 | リディブックスコミックアワード2018           | 次回トレンド漫画大賞                              | 約束のネバーランド | 受賞       | [ 41 ]        |
| 2019年 | フランスのバベリオ読者賞                     | ベスト漫画シリーズ                                | 約束のネバーランド | 受賞       | [ 42 ]        |
| 2019年 | 2019年まんがわ賞                             | 最高の少年マンガ                                  | 約束のネバーランド | 受賞       | [ 43 ] [ 44 ] |
| 2019年 | フランスマンガ大賞2019                       | ベスト漫画シリーズ                                | 約束のネバーランド | 受賞       | [ 45 ]        |
| 2019年 | 第23回手塚治虫文化賞                         | マンガ大賞                                        | 約束のネバーランド | ノミネート | [ 46 ]        |
| 2019年 | フランス小西賞2019                           | ベスト翻訳マンガ                                  | 約束のネバーランド | ノミネート | [ 47 ]        |
| 2019年 | オウロオタク2019                             | 最高の漫画シリーズ                                | 約束のネバーランド | ノミネート | [ 48 ]        |
| 2019年 | リディブックスコミックアワード2019           | 大賞                                              | 約束のネバーランド | 受賞       | [ 49 ]        |
| 2019年 | ピッコマAWARD2019                            | LUNA賞                                            | 約束のネバーランド | 受賞       | [ 50 ]        |
| 2019年 | ジャパンエキスポアワード2019                 | だるま 最優秀新シリーズ / だるま 年間最優秀脚本賞 | 約束のネバーランド | 受賞       | [ 51 ]        |
| 2019年 | 第25回サロ・デル・マンガ・デ・バルセロナ     | 最高の少年マンガ2019                              | 約束のネバーランド | 受賞       | [ 52 ]        |
| 2020年 | ルッカコミックス&ゲームズ2020                | アマゾンコミックス大賞                            | 約束のネバーランド | 受賞       | [ 53 ]        |
| 2020年 | フランスの「Les Mordus du Manga」賞          | 大賞                                              | 約束のネバーランド | 受賞       | [ 54 ]        |
| 2020年 | アニメクリックアワード2020                   | 最も訪問されたタブ / ベストニューマンガ           | 約束のネバーランド | 受賞       | [ 55 ] [ 56 ] |
| 2020年 | センス・オブ・ジェンダー賞2020               | 国内部門大賞                                      | 約束のネバーランド | 受賞       | [ 57 ]        |
| 2020年 | 第3回さいとう・たかを賞                      | 大賞                                              | 約束のネバーランド | ノミネート | [ 58 ]        |
| 2021年 | オウロオタク2021                             | ベスト翻訳マンガ                                  | 約束のネバーランド | ノミネート | [ 59 ]        |
| 2021年 | 第25回手塚治虫文化賞                         | マンガ大賞                                        | 約束のネバーランド | ノミネート | [ 60 ]        |
| 2021年 | 第52回星雲賞                                 | コミック部門                                      | 約束のネバーランド | ノミネート | [ 61 ]        |

## 書誌情報
全て集英社発行。

### 漫画
- 白井カイウ（原作）・出水ぽすか（作画） 『約束のネバーランド』 ジャンプ・コミックス、全20巻
  1. 「GFハウス」2016年12月7日発行（12月2日発売[集 1]）、ISBN 978-4-08-880872-7
  2. 「コントロール」2017年2月8日発行（2月3日発売[集 2]）、ISBN 978-4-08-881006-5
  3. 「ブチ壊せ!!」2017年4月9日発行（4月4日発売[集 3]）、ISBN 978-4-08-881077-5
  4. 「生きたい」2017年7月9日発行（7月4日発売[集 4]）、ISBN 978-4-08-881183-3
  5. 「脱出」2017年9月9日発行（9月4日発売[集 5]）、ISBN 978-4-08-881205-2
  6. 「B06-32」2017年11月7日発行（11月2日発売[集 6]）、ISBN 978-4-08-881278-6
  7. 「判断」2018年1月9日発行（1月4日発売[集 7]）、ISBN 978-4-08-881323-3
  8. 「禁じられた遊び」2018年4月9日発行（4月4日発売[集 8]）、ISBN 978-4-08-881384-4
  9. 「開戦」2018年6月9日発行（6月4日発売[集 9]）、ISBN 978-4-08-881495-7
  10. 「リターンマッチ」2018年8月8日発行（8月3日発売[集 10]）、ISBN 978-4-08-881534-3
  11. 「決着」2018年11月7日発行（11月2日発売[集 11]）、ISBN 978-4-08-881622-7
  12. 「始まりの音」2019年1月9日発行（1月4日発売[集 12]）、ISBN 978-4-08-881692-0
  13. 「楽園の王」2019年3月9日発行（3月4日発売[集 13]）、ISBN 978-4-08-881754-5
    - 特装版 同日発売[集 14]、ISBN 978-4-08-881787-3

  14. 「邂逅」2019年6月9日発行（6月4日発売[集 15]）、ISBN 978-4-08-881861-0
  15. 「"入口"へようこそ」2019年8月7日発行（8月2日発売[集 16]）、ISBN 978-4-08-882017-0
  16. 「Lost Boy」2019年10月9日発行（10月4日発売[集 17]）、ISBN 978-4-08-882077-4
  17. 「王都決戦」2020年1月9日発行（1月4日発売[集 18]）、ISBN 978-4-08-882170-2
  18. 「Never Be Alone」2020年3月9日発行（3月4日発売[集 19]）、ISBN 978-4-08-882223-5
  19. 「満点」2020年7月8日発行（7月3日発売[集 20]）、ISBN 978-4-08-882327-0
  20. 「運命の向こう岸」2020年10月7日発行（10月2日発売[集 21]）、ISBN 978-4-08-882375-1

#### スピンオフ
- 宮崎周平 『お約束のネバーランド』 ジャンプ・コミックス+、2019年6月9日発行（6月4日発売[集 22]）、ISBN 978-4-08-881843-6 - 本編のGFハウス脱獄編までをパロディ化したギャグ調スピンオフ作品。
- 『約束のネバーランド最初のショット』週刊少年ジャンプ2020年44号（2020年10月05日発売）掲載[62]。
- 『約束のネバーランド特別番外編 自由の空を求めて』週刊少年ジャンプ2021年1号（2020年12月7日発売）掲載[63] - 小説『約束のネバーランド 〜ママたちの追想曲〜』（著：七緒）を基にコミカライズ[64]。
- 『約束のネバーランド特別番外編 母の決意』週刊少年ジャンプ2021年2号（2020年12月14日発売）掲載[63][65]。
- 「Dreams Come True」（「連載完結記念 約束のネバーランド展」ブックレット『Tracks to the NEVERLAND』、『白井カイウ×出水ぽすか短編集』（ジャンプ・コミックス）収録） - 本編の完結後を描いた番外編[66]。

### 小説
- 七緒（著）・白井カイウ（原作）・出水ぽすか（作画）、ジャンプ ジェイ ブックス
  - 『約束のネバーランド 〜ノーマンからの手紙〜』 2018年7月4日発売[集 23]、ISBN 978-4-08-703452-3
  - 『約束のネバーランド 〜ママたちの追想曲〜』 2019年1月4日発売[集 24]、ISBN 978-4-08-703471-4
  - 『約束のネバーランド 〜戦友たちのレコード〜』 2020年10月2日発売[集 25]、ISBN 978-4-08-703501-8
  - 『約束のネバーランド 〜想い出のフィルムたち～』 2020年12月4日発売[集 26]、ISBN 978-4-08-703505-6

### その他
- 『約束のネバーランド ART BOOK WORLD』 2020年11月4日発売[集 27]、ISBN 978-4-08-792559-3
- シークレットバイブル『約束のネバーランド 0 MYSTIC CODE』 2020年12月4日発売[集 28]、ISBN 978-4-08-882462-8

## テレビアニメ
2019年1月から3月にかけてフジテレビ「ノイタミナ」枠にて第1期が放送された。GFハウスからの脱獄までを描く。第2期の放送を前に、同枠にて2020年10月-12月に再放送された。
第2期は当初2020年10月開始予定だったが、新型コロナウイルス感染症の流行に伴うスケジュール延期を経て、2021年1月より同枠第2部にて放送。シリーズ構成に原作者の白井が参加（1話 - 9話）し、脚本にはノベライズ版の著者である七緒が参加（5話 - 9話）したが、第2期で完結するよう途中から内容を原作から大幅に短縮・再構成された。

### スタッフ
|                                 | 第1期                                        | 第2期                                        |
| ------------------------------- | -------------------------------------------- | -------------------------------------------- |
| 原作                            | 白井カイウ、出水ぽすか                       | 白井カイウ、出水ぽすか                       |
| 監督                            | 神戸守                                       | 神戸守                                       |
| シリーズ構成                    | 大野敏哉                                     | 大野敏哉                                     |
| シリーズ構成                    | 白井カイウ（9話まで）                        |                                              |
| キャラクターデザイン 総作画監督 | 嶋田和晃                                     | 嶋田和晃                                     |
| プロップデザイン                | 板井寛樹                                     | 板井寛樹                                     |
| 鬼デザイン                      |                                              | 西谷駿                                       |
| 美術設定                        | 池田繁美、大久保修一 友野加世子、乗末美穂    | 池田繁美、大久保修一 友野加世子、乗末美穂    |
| 美術監督                        | 池田繁美、丸山由紀子                         | 池田繁美、丸山由紀子                         |
| 色彩設計                        | 中島和子                                     | 横田明日香                                   |
| 撮影監督                        | 塩川智幸                                     | 塩川智幸                                     |
| CG監督                          | 福田陽                                       | 神田瑞帆                                     |
| 編集                            | 松原理恵                                     | 松原理恵                                     |
| 音楽                            | 小畑貴裕                                     | 小畑貴裕                                     |
| 音楽制作                        | アニプレックス、フジパシフィックミュージック | アニプレックス、フジパシフィックミュージック |
| 音響監督                        | 清水勝則                                     | 清水勝則                                     |
| 音楽プロデューサー              | 舩橋宗寛                                     | 舩橋宗寛                                     |
| チーフプロデューサー            | 三宅将典                                     | 三宅将典                                     |
| チーフプロデューサー            | 高瀬透子                                     | 尾崎紀子                                     |
| プロデューサー                  | 鈴木健太                                     | 鈴木健太                                     |
| プロデューサー                  | 尾崎紀子                                     | 大島和樹                                     |
| アニメーション プロデューサー   | 福島祐一                                     | 小野忍                                       |
| アニメーション制作              | CloverWorks                                  | CloverWorks                                  |
| 製作                            | 「約束のネバーランド」製作委員会             | 「約束のネバーランド」製作委員会             |

### 主題歌
Touch off
UVERworldによる第1期オープニングテーマ。作詞はTAKUYA∞、作曲はUVERworld、編曲はUVERworldと平出悟。
絶体絶命/Lamp
Cö shu Nieによる第1期エンディングテーマ。作詞・作曲は中村未来、編曲はCö shu Nie。
アイデンティティ
秋山黄色による第2期オープニングテーマ。作詞・作曲は秋山黄色、編曲は秋山黄色と川口圭太。
魔法
Myukによる第2期エンディングテーマ。作詞・作曲はEve、編曲はNuma。

### 各話リスト

#### 第1期
| 話数       | サブタイトル | 脚本     | 絵コンテ   | 演出              | 作画監督                                                                    | 初放送日       |
| ---------- | ------------ | -------- | ---------- | ----------------- | --------------------------------------------------------------------------- | -------------- |
| EPISODE.01 | 121045       | 大野敏哉 | 神戸守     | 原英和            | 関口亮輔 福永智子 小松麻美                                                  | 2019年 1月11日 |
| EPISODE.02 | 131045       | 大野敏哉 | 朝倉カイト | 北井嘉樹          | 末田晃大 高橋靖子                                                           | 1月18日        |
| EPISODE.03 | 181045       | 大野敏哉 | 神戸守     | 古橋聡            | 古橋聡                                                                      | 1月25日        |
| EPISODE.04 | 291045       | 永井千晶 | 朝倉カイト | 河原龍太          | 浜津武広 本村晃一                                                           | 2月1日         |
| EPISODE.05 | 301045       | 永井千晶 | 伊藤祐毅   | 伊福覚志 原田孝宏 | 安野将人 米澤彩織                                                           | 2月8日         |
| EPISODE.06 | 311045       | 大野敏哉 | 石井俊匡   | 石井俊匡          | 田寄雅郁 小川茜 長谷川早紀                                                  | 2月15日        |
| EPISODE.07 | 011145       | 高木聖子 | 神戸守     | 山中祥平          | 牛尾優衣 伊藤香織 こまもとあいこ                                            | 2月22日        |
| EPISODE.08 | 021145       | 高木聖子 | 朝倉カイト | 池田愛彩          | 錦見楽 柳隆太 たかはし隆子                                                  | 3月1日         |
| EPISODE.09 | 031145       | 永井千晶 | 板井寛樹   | 板井寛樹          | 関口亮輔 高橋靖子 西尾智恵                                                  | 3月8日         |
| EPISODE.10 | 130146       | 高木聖子 | 倉田綾子   | 倉田綾子          | 小松麻美 末田晃大 福永智子 牛尾優衣                                         | 3月15日        |
| EPISODE.11 | 140146       | 大野敏哉 | 朝倉カイト | 朝倉カイト        | 小川茜 田寄雅郁 安野将人 米澤彩織                                           | 3月22日        |
| EPISODE.12 | 150146       | 大野敏哉 | 神戸守     | 神戸守 北井嘉樹   | こまもとあいこ 関口亮輔 牛尾優衣 伊藤香織 末田晃大 福永智子 小川茜 小松麻美 | 3月29日        |

#### 第2期
| 話数           | 脚本          | 絵コンテ   | 演出                         | 作画監督 | 初放送日      |
| -------------- | ------------- | ---------- | ---------------------------- | --- | ------------- |
| EPISODE1       | 大野敏哉      | 神戸守     | 原田孝宏                     | 牛尾優衣 小松麻美                                                                                                  | 2021年 1月8日 |
| EPISODE2       | 大野敏哉      | 倉田綾子   | 倉田綾子                     | 関口亮輔 米澤彩織                                                                                                  | 1月15日       |
| EPISODE3       | 大野敏哉      | 北井嘉樹   | 高野やよい                   | 古谷田順久 石川奨士 澤井真紀 村上史明 河原久美子 丸山修二                                                          | 1月22日       |
| EPISODE4       | 大野敏哉      | 三浦貴博   | 伊福覚志                     | 田寄雅郁 山口菜 関口亮輔 米澤彩織 小針希子 牛尾優衣 倉谷亮多                                                       | 1月29日       |
| EPISODE5       | 高木聖子 七緒 | 神戸守     | 原田孝宏                     | 小松麻美 牛尾優衣 横松雄馬 伊藤弘樹                                                                                | 2月5日        |
| 特別編「道標」 | -             | -          | -                            | - | 2月12日       |
| EPISODE6       | 七緒          | 今井友紀子 | 北井嘉樹                     | 米澤彩織 関口亮輔 駒本藍子                                                                                         | 2月19日       |
| EPISODE7       | 七緒          | 倉田綾子   | 安川央里                     | 正木優太 田寄雅郁 村井夏織                                                                                         | 2月26日       |
| EPISODE8       | 七緒          | 板井寛樹   | 板井寛樹                     | 小松麻美 牛尾優衣 米澤彩織 関みなみ 村井夏織 田寄雅郁 関口亮輔 正木優太 伊藤弘樹 江崎稔 西谷駿                     | 3月5日        |
| EPISODE9       | 七緒          | 伊福覚志   | 伊福覚志 佐々木純人 冨田剛志 | 澤井真紀 関みなみ 駒本藍子 牛尾優衣 小松麻美 米澤彩織 伊藤弘樹 西谷駿 関口亮輔 田寄雅郁 村井夏織 正木優太 服部益実 | 3月12日       |
| EPISODE10      | -             | 倉田綾子   | 倉田綾子 児玉亮 深瀬重       | 牛尾優衣 駒本藍子 伊藤弘樹 田寄雅郁 村井夏織 米澤彩織 関口亮輔 江崎稔 倉田綾子                                     | 3月19日       |
| EPISODE11      | -             | 今井友紀子 | 今井友紀子 北井嘉樹 板井寛樹 | 小松麻美 村井夏織 牛尾優衣 伊藤弘樹 駒本藍子 関口亮輔 米澤彩織 田寄雅郁                                            | 3月26日       |

### 放送局
| 放送期間                | 放送時間                     | 放送局             | 対象地域       | 備考                             |
| ----------------------- | ---------------------------- | ------------------ | -------------- | -------------------------------- |
| 2019年1月11日 - 3月29日 | 金曜 0:55 - 1:25（木曜深夜） | フジテレビ         | 関東広域圏     | 製作参加                         |
|                         |                              | 岩手めんこいテレビ | 岩手県         |                                  |
|                         |                              | さくらんぼテレビ   | 山形県         |                                  |
|                         | 金曜 1:20 - 1:50（木曜深夜） | 秋田テレビ         | 秋田県         |                                  |
|                         | 金曜 1:25 - 1:55（木曜深夜） | 福島テレビ         | 福島県         |                                  |
|                         | 金曜 1:30 - 2:00（木曜深夜） | 長野放送           | 長野県         |                                  |
|                         | 金曜 1:35 - 2:05（木曜深夜） | テレビ静岡         | 静岡県         |                                  |
|                         |                              | テレビ愛媛         | 愛媛県         |                                  |
|                         | 金曜 1:45 - 2:15（木曜深夜） | 新潟総合テレビ     | 新潟県         |                                  |
|                         |                              | テレビ熊本         | 熊本県         |                                  |
|                         | 金曜 1:55 - 2:25（木曜深夜） | 関西テレビ         | 近畿広域圏     |                                  |
|                         |                              | テレビ新広島       | 広島県         |                                  |
|                         |                              | テレビ西日本       | 福岡県         |                                  |
|                         | 金曜 2:00 - 2:30（木曜深夜） | 仙台放送           | 宮城県         |                                  |
|                         |                              | 鹿児島テレビ       | 鹿児島県       |                                  |
|                         | 金曜 2:10 - 2:40（木曜深夜） | 東海テレビ         | 中京広域圏     |                                  |
| 2019年1月12日 - 3月30日 | 土曜 0:55 - 1:25（金曜深夜） | サガテレビ         | 佐賀県         |                                  |
| 2019年1月16日 - 4月3日  | 水曜 0:00 - 0:30（火曜深夜） | BSフジ             | 日本全域       | BS/BS4K放送 / 『アニメギルド』枠 |
| 2019年1月24日 - 4月11日 | 木曜 1:55 - 2:25（水曜深夜） | 高知さんさんテレビ | 高知県         |                                  |
| 2019年2月5日 - 4月23日  | 月曜 1:25 - 1:55（月曜深夜） | 山陰中央テレビ     | 鳥取県・島根県 |                                  |

| 配信開始日    | 配信時間                                              | 配信サイト                                                                 |
| ------------- | ----------------------------------------------------- | -------------------------------------------------------------------------- |
| 2019年1月10日 | 木曜 0:00 更新（1話） 金曜（木曜深夜）更新（2話以降） | Amazon Prime Video                                                         |
| 2019年1月11日 | 金曜 12:00 更新                                       | FOD GYAO! ニコニコ動画 U-NEXT ひかりTV バンダイチャンネル ビデオマーケット |
| 2019年1月16日 | 水曜 12:00 更新                                       | PlayStation Store                                                          |

| 放送期間                | 放送時間                     | 放送局             | 対象地域       | 備考                             |
| ----------------------- | ---------------------------- | ------------------ | -------------- | -------------------------------- |
| 2021年1月8日 - 3月26日  | 金曜 1:25 - 1:55（木曜深夜） | フジテレビ         | 関東広域圏     |                                  |
|                         |                              | 岩手めんこいテレビ | 岩手県         |                                  |
|                         |                              | さくらんぼテレビ   | 山形県         |                                  |
|                         |                              | 福島テレビ         | 福島県         |                                  |
|                         |                              | サガテレビ         | 佐賀県         |                                  |
|                         | 金曜 1:40 - 2:10（木曜深夜） | テレビ愛媛         | 愛媛県         |                                  |
|                         | 金曜 1:50 - 2:20（木曜深夜） | 秋田テレビ         | 秋田県         |                                  |
|                         | 金曜 2:00 - 2:30（木曜深夜） | テレビ静岡         | 静岡県         |                                  |
|                         | 金曜 2:15 - 2:45（木曜深夜） | NST新潟総合テレビ  | 新潟県         |                                  |
|                         |                              | テレビ熊本         | 熊本県         |                                  |
|                         | 金曜 2:25 - 2:55（木曜深夜） | 仙台放送           | 宮城県         |                                  |
|                         |                              | テレビ西日本       | 福岡県         |                                  |
|                         | 金曜 2:30 - 3:00（木曜深夜） | テレビ新広島       | 広島県         |                                  |
|                         |                              | 鹿児島テレビ       | 鹿児島県       |                                  |
|                         | 金曜 2:47 - 3:17（木曜深夜） | 東海テレビ         | 中京広域圏     |                                  |
|                         | 金曜 2:55 - 3:25（木曜深夜） | 関西テレビ         | 近畿広域圏     |                                  |
| 2021年1月11日 - 3月29日 | 月曜 1:25 - 1:55（日曜深夜） | 長野放送           | 長野県         |                                  |
| 2021年1月14日 - 4月1日  | 木曜 0:30 - 1:00（水曜深夜） | BSフジ             | 日本全域       | BS/BS4K放送 / 『アニメギルド』枠 |
| 2021年1月15日 - 4月2日  | 金曜 0:55 - 1:25（木曜深夜） | 高知さんさんテレビ | 高知県         |                                  |
| 2021年1月19日 - 4月6日  | 火曜 1:25 - 1:55（月曜深夜） | 山陰中央テレビ     | 鳥取県・島根県 |                                  |

### BD / DVD
| 巻 | 発売日        | 収録話         | 規格品番      | 規格品番      |
| 巻 | 発売日        | 収録話         | BD限定版      | DVD限定版     |
| -- | ------------- | -------------- | ------------- | ------------- |
| 1  | 2019年3月20日 | 第1話 - 第4話  | ANZX-14361〜3 | ANZB-14361〜3 |
| 2  | 2019年5月29日 | 第5話 - 第8話  | ANZX-14364〜6 | ANZB-14364〜6 |
| 3  | 2019年7月24日 | 第9話 - 第12話 | ANZX-14367〜9 | ANZB-14367〜9 |

| 巻 | 発売日       | 収録話         | 規格品番     | 規格品番     |
| 巻 | 発売日       | 収録話         | BD限定版     | DVD限定版    |
| -- | ------------ | -------------- | ------------ | ------------ |
| 1  | 2021年4月7日 | 第1話 - 第4話  | ANZX-15251/2 | ANZB-15251/2 |
| 2  | 2021年6月9日 | 第5話 - 第8話  | ANZX-15253/4 | ANZB-15253/4 |
| 3  | 2021年8月4日 | 第9話 - 第11話 | ANZX-15255/6 | ANZB-15255/6 |

### Webラジオ
『約束のネバーラジオ』が、YouTubeにて2019年1月7日から2021年4月8日まで毎週金曜日に配信。パーソナリティはエマ役の諸星すみれとフィル役の河野ひより。
ゲスト
- 第4回 - 伊瀬茉莉也（レイ役）
- 第6回 - 内田真礼（ノーマン役）
- 第8回 - 藤田奈央（クローネ役）
- 第10回 - Lynn（ギルダ役）

| フジテレビ ノイタミナ                   | フジテレビ ノイタミナ                           | フジテレビ ノイタミナ                          |
| 前番組                                  | 番組名                                          | 次番組                                         |
| --------------------------------------- | ----------------------------------------------- | ---------------------------------------------- |
| BANANA FISH                             | 約束のネバーランド                              | さらざんまい                                   |
| フジテレビ 金曜 1:25 - 1:55（木曜深夜） |                                                 |                                                |
| 各種情報番組                            | 約束のネバーランド Season 2 （ノイタミナ第2部） | EXITV!～FODの新作・名作をPon!Pon!見せまくり!～ |

## 実写映画
浜辺美波主演で実写映画化され、2020年12月18日に公開された。GFハウス脱獄編をもとに構成されている。
孤児が“出荷”される年齢が12歳から16歳に引き上げられていたり、松坂桃李演じる「謎の男」（ピーター・ラートリー）が登場するなど、原作とは一部設定が変更されている。
GFハウスの撮影は福島県猪苗代町にある国指定重要文化財である「天鏡閣」にセットを増築して行われた。ハウス周辺の森などのシーンは長野県の茅野市、富士見町、伊那市にて撮影された。

### キャスト
メインキャスト
- エマ：浜辺美波
- レイ：城桧吏（小学生時代：山城琉飛）
- ノーマン：板垣李光人
- クローネ：渡辺直美
- 鬼の声：関俊彦、佐々木啓夫、田尻浩章（声の出演）
- 謎の男：松坂桃李（友情出演）
- グランマ：三田佳子（特別出演）
- イザベラ：北川景子

グレイス＝フィールドハウスで暮らす孤児達
- ドン：山時聡真
- ギルダ：安藤美優
- フィル：森優理斗
- コニー：浅田芭路
- アンナ：秋本レイラニ
- ドミニク：アディナン
- トーマ：溝口元太
- ラニオン：木村皐誠
- マルク：古橋キット
- アリシア：志村美空
- ナット：柴崎楓雅
- イベット：ギラルド沙羅
- クリスティ：ルパートパーマー
- シェリー：太田しずく
- ジャスパー：佐藤遙灯
- マーニャ：宮島さゆき
- ニーナ：金子莉彩
- ジェミマ：アリアナ
- チェンバレン：ンバイアレ
- ハンス：トウマ・H
- ダムディン：スベディオザス
- ナイラ：ドメリチエーデン樹奈
- ビビアン：ダリア・N
- トム：石塚陸翔
- キャロル：矢野詩

### スタッフ（実写映画）
- 原作：白井カイウ、出水ぽすか『約束のネバーランド』（集英社 ジャンプ コミックス刊）
- 監督：平川雄一朗
- 脚本：後藤法子
- 音楽：得田真裕
- 主題歌：ずっと真夜中でいいのに。「正しくなれない」（UNIVERSAL MUSIC）[89]
- 製作：石原隆、瓶子吉久、市川南
- プロデューサー：村瀬健、小林美穂
- 撮影：今村圭佑
- 照明：小林暁
- 録音：渡辺真司
- 美術：清水剛
- 装飾：湯澤幸夫
- スタイリスト：百瀬豪
- ヘアメイク：山田みずき
- ヘアメイク（北川景子）：高桑里圭
- 編集：伊藤伸行
- 記録：栗原節子
- VFXスーパーバイザー：太田貴寛
- 音楽プロデューサー：谷口広紀
- 音響効果：猪俣泰史
- 監督補：塩崎遵
- 制作担当：宮森隆介
- ラインプロデューサー：大熊敏之
- 配給：東宝
- 制作プロダクション：オフィスクレッシェンド
- 製作：映画「約束のネバーランド」製作委員会（フジテレビジョン、集英社、東宝）

### テレビ放送
いずれもフジテレビ系列にて放送。
| 回数 | 放送日時       | 備考                                                             | 出典   |
| ---- | -------------- | ---------------------------------------------------------------- | ------ |
| 1    | 2022年04月02日 | 『土曜プレミアム』枠内                                           | [ 90 ] |
| 2    | 2024年01月04日 | 浜辺美波主演の映画『サイレントラブ』公開を記念して21時から放送。 | [ 91 ] |

### ノベライズ
- 七緒（著者）・白井カイウ（原作）・出水ぽすか（作画）・後藤法子（脚本）〈集英社オレンジ文庫〉
  - 『映画ノベライズ 約束のネバーランド』 2020年12月18日発売、ISBN 978-4-08-680359-5
- 小川彗（著者）・白井カイウ（原作）・出水ぽすか（作画）・後藤法子（脚本）〈集英社みらい文庫〉
  - 『約束のネバーランド 映画ノベライズ みらい文庫版』2020年12月18日発売、ISBN 978-4-08-321623-7

## 海外ドラマ
Amazon Prime Videoにて配信予定。

### スタッフ（海外ドラマ）
- 監督 - ロドニー・ロスマン[92]
- プロデューサー - マシ・オカ[92]
- 制作スタジオ - Fox21[92]
- 配信 - Amazon Prime Video[92]

## ゲーム
体験型ゲーム『リアル脱出ゲーム』×『約束のネバーランド』
SCRAP主催の体験型ゲームイベントであるリアル脱出ゲームとのコラボレーション。
『偽りの楽園（ネバーランド）からの脱出』
2019年3月よりアジトオブスクラップ（現・リアル脱出ゲーム）全国5店舗にて開催。参加者はとあるハウスの子供となり、GFハウスのエマからの手紙を手掛かりに様々な謎を駆使して、1時間以内にハウスから脱獄（脱出）することがクリア条件。
『人喰いの森からの脱出』
2021年7月よりリアル脱出ゲーム全国8店舗（当初7店舗だったが後日1店舗追加された）にて開催。参加者はとあるハウスから逃げ出したが鬼に捕まってしまった子供となり、通信機から届くエマたちからの呼びかけを頼りに鬼の監視を掻い潜って仕掛けられた罠（謎）を突破し、1時間以内に脱出することがクリア条件。
ゲームアプリ『約束のネバーランド〜狩庭からの脱走〜』
iOS・Android用ゲームアプリとして2021年4月22日配信開始。サイバーエージェントグループの株式会社GOODROID開発。ゴールディ・ポンドの「狩庭」を舞台に、オンライン上でマッチングした他プレイヤーと協力しながら鬼を倒し脱出を目指す。

### 客演作品
『ジャンプチ ヒーローズ』
iOS・Android用ゲームアプリ『ジャンプチ ヒーローズ』にて、2019年より参戦した。
また、期間限定の特集イベント「ジャンプチ大特集祭 約束のネバーランド 編」が2021年に実施された。
『WIXOSS』
トレーディングカードゲーム『WIXOSS』にて、2019年にコラボデッキ「ホワイトエマ」が発売された。
『ドラゴンエッグ』
iOS・Android用ゲームアプリ『ドラゴンエッグ』にて、2020年より期間限定のコラボイベントが実施された。
『ビビッドアーミー』
iOS・Android・PC用ブラウザゲーム『ビビッドアーミー』にて、2020年より期間限定のコラボイベントが実施された。
『IdentityV 第五人格』
iOS・Android・PC（Windowsのみ）用ゲームアプリ『IdentityV 第五人格』にて、2021年より期間限定のコラボイベントが実施された。
『LINE POP2』
iOS・Android用ゲームアプリ『LINE POP2』にて、2021年より期間限定のコラボイベントが実施された。